# San Miguel de Tucumán
San Miguel de Tucumán, a veces llamada simplemente Tucumán, es la capital de la provincia de Tucumán, situada en el noroeste de la República Argentina, a 1311 km de la ciudad de Buenos Aires. Está ubicada muy cerca de la orilla derecha del río Salí, también llamado río Dulce. El Jardín de la República y Cuna de la Independencia Argentina, son sus apodos más conocidos.
Es la quinta mayor ciudad de Argentina, después de Buenos Aires, Córdoba, Rosario, y Mendoza. Es además la ciudad más importante de la región del Norte Grande Argentino. Su crecimiento ha superado los límites originales, llevándola a ocupar territorios de los departamentos circundantes en todas las direcciones, dando así origen a la conurbación del Gran San Miguel de Tucumán, la cual se sitúa, conforme al censo del año 2010 y actualizado con el censo del año 2022, como la quinta urbe de mayor tamaño del país.
Su importancia histórica se debe, principalmente, a que fue en esta ciudad donde se produjo la Declaración de Independencia de la Argentina, el día 9 de julio de 1816. Es por eso que, desde el año 1991, por decreto n.º 81 del Poder Ejecutivo Nacional, los días 8 y 9 de julio de cada año, la ciudad de San Miguel de Tucumán se convierte simbólicamente en la capital del país. Además fue lugar donde se libro una de las batallas más importantes por la independencia argentina, La batalla de Tucumán en el año 1812.

## Toponimia
El nombre San Miguel es español y honra al arcángel Miguel.
Las etimologías sobre el origen de la palabra Tucumán son hasta el momento muy variadas:
- Según algunos estudiosos, deriva de una palabra compuesta en idioma lule: tucu-manita que se traduciría por territorio en donde abunda el tucu, siendo el 'tucu-tucu' la denominación del coleóptero con órganos luminiscentes.
- Otra denominación —también de etimología lule— es la palabra compuesta yukkuman o yakuman, que se traduce por «ir hacia donde abunda o se reúne el agua» («lugar de los ríos»); donde yaku significa «agua» y man significa «ir hacia». Otros en cambio entienden a la misma etimología como «lugar donde nacen las aguas».
- Otra posible etimología proviene de la palabra en cacán —la lengua de los diaguitas— Tukma-nao, que significaría «pueblo» o «territorio de Tukma» —siendo Tukma el nombre de un antiguo jefe diaguita— aunque no está claro qué significado tiene el nombre propio Tukma, ya que se ha perdido la mayor parte del vocabulario cacán, aunque es muy probable que en cacán Tukma igual que tucu significara «luminoso».
- En tanto otros entienden al término como tukkumanao (término presuntamente quechua) que traducido significaría «territorio fronterizo», indicando así a esta región como un confín del Imperio incaico.

## Historia: etapa fundacional y el periodo colonial

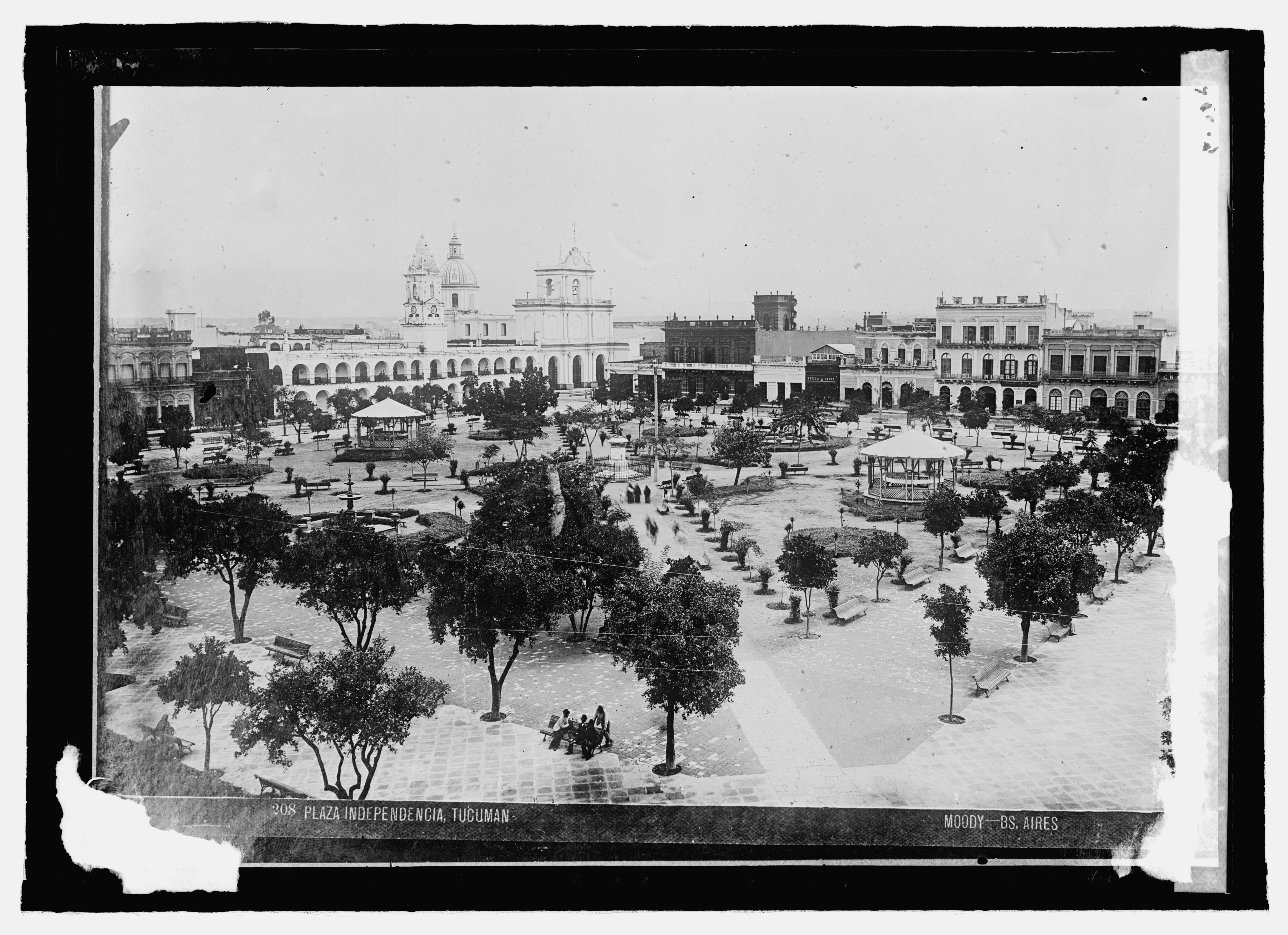
Vista de la Plaza Independencia de San Miguel de Tucumán a finales del. Destacan el edificio del antiguo Cabildo y el Templo de San Francisco. Se puede observar que el centro de la plaza se encuentra la estatua del General Manuel Belgrano, la cual sería luego trasladada a la plaza que lleva su nombre y reemplazada por la estatua de la libertad de la escultora Lola Mora.

La primera fundación de la ciudad de San Miguel de Tucumán y Nueva Tierra de Promisión se produjo en 31 de mayo de 1565 por Diego de Villarroel en el llamado sitio de los Campos de Ibatín (unos 60 km al suroeste del centro de la actual ciudad), cercano a la actual ciudad de Monteros. La designación de la ciudad provenía de la devoción a San Miguel Arcángel, capitán de los Ejércitos celestiales. En 1578 los aborígenes solcos (de la cultura calchaquí), dirigidos por el cacique Gualán, estuvieron muy cerca de arrasar completamente la ciudad. La salvación de la ciudad se consideró un hecho milagroso, porque según las crónicas, los aborígenes habían visto en el cielo, a los santos San Simón y San Judas Tadeo, blandiendo espadas de fuego, lo que provocó que huyeran despavoridos. Desde entonces, ambos santos fueron declarados vice-patronos de la ciudad. 
Los permanentes ataques indígenas fueron una de las razones del traslado y definitivo asentamiento de la ciudad en el día 29 de septiembre de 1685 al sitio llamado entonces por los españoles como La Toma (toma de agua potable desde el río, en lo que hoy es el casco histórico de la ciudad) cerca del cauce del Río Salí. Otros motivos del traslado fueron la mala calidad de las aguas del río de Ibatín que provocaban la enfermedad llamada "coto" y el corrimiento hacia el este del Camino Real que comunicaba el Alto Perú con el Río de la Plata, por otra parte esa mudanza hacia el noreste de la ciudad la ponía más a resguardo de los calchaquíes.
La traza fundacional respondía al esquema difundido en Hispanoamérica en los siglos XVI y XVIII consistente en un damero regular que en Ibatín fue de 7x7 manzanas y en el sitio por aquel entonces llamado "La Toma" (prácticamente en el actual centro de la ciudad) se amplió a 9x9 con la plaza en el centro, calles de 12 varas y calles de ronda de 24 varas con la plaza Independencia en el centro. En su perímetro se localizaron las funciones públicas -el Cabildo - y las religiosas- iglesia Matriz e iglesia y Convento de los jesuitas- así como las viviendas y el comercio de mayor jerarquía.

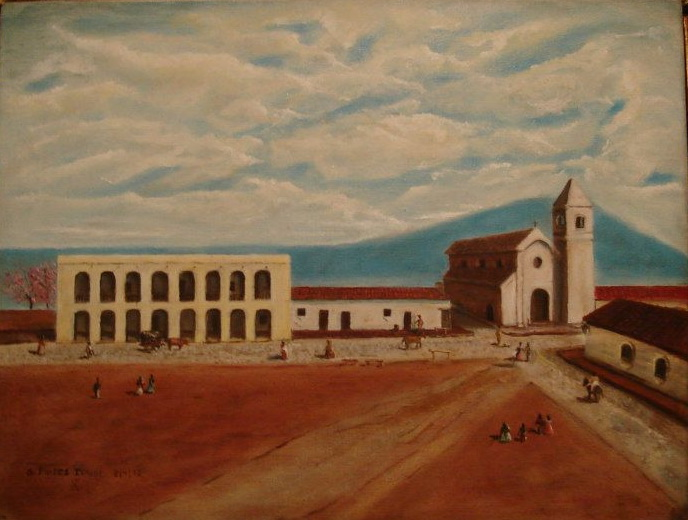
"Tucumán 1812", óleo de Gerardo L. Flores Ivaldi que representa la actual plaza Independencia hacia 1812. Pueden verse el Cabildo de Tucumán y la iglesia de San Francisco

A causa de la fundación de San Fernando del Valle de Catamarca el 5 de julio de 1683, la ciudad de San Miguel de Tucumán debió cederle su jurisdicción sobre Santa Rosa y los valles de Singuil y de Catamarca.

## San Miguel de Tucumán durante las Guerras de la Independencia y las Guerras Civiles
El 24 de septiembre de 1812 se libró en las adyacencias de la entonces pequeñísima ciudad la decisiva batalla de Tucumán. Parecía irrefrenable el contraataque realista y prorealista, que se había lanzado desde el Alto Perú. Las huestes al mando de Pío Tristán se encontraron con las patriotas al mando de Manuel Belgrano, el general argentino había sido conminado por el gobierno instalado en Buenos Aires a retroceder hasta la ciudad de Córdoba, pero multitudinariamente la población tucumana solicitó a Belgrano que resistiera y evitara la nueva invasión "realista".

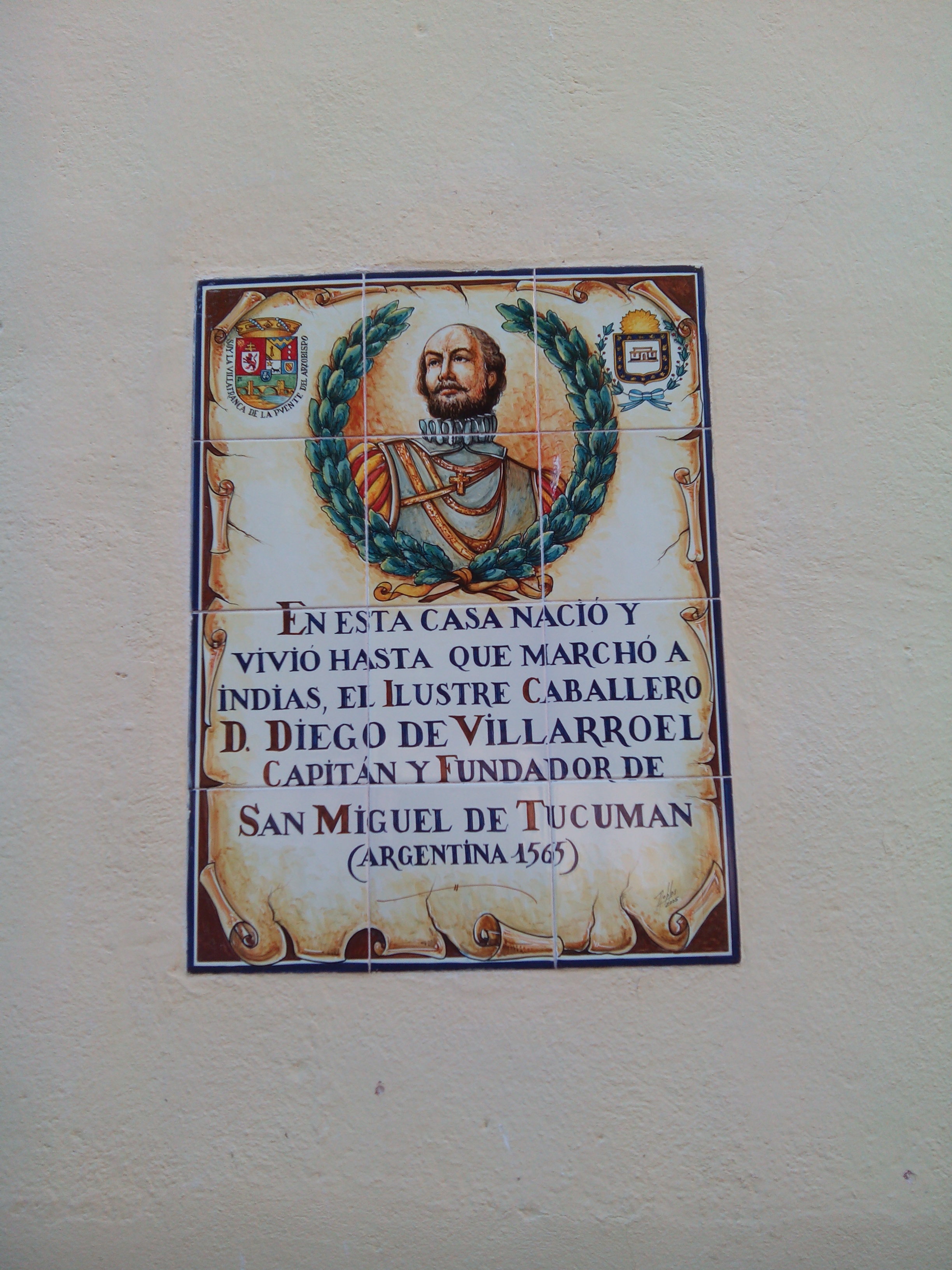
Placa informativa en la casa de nacimiento de Diego de Villarroel, fundador de San Miguel de Tucumán en Puente del Arzobispo (España)

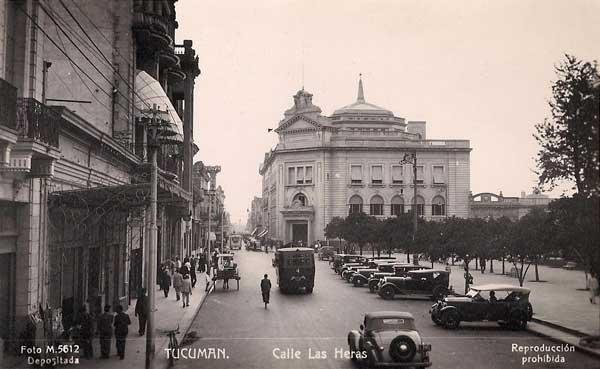
La calle San Martín, cuando se llamaba Las Heras en el centro de San Miguel de Tucumán, en una imagen de la década de 1940.

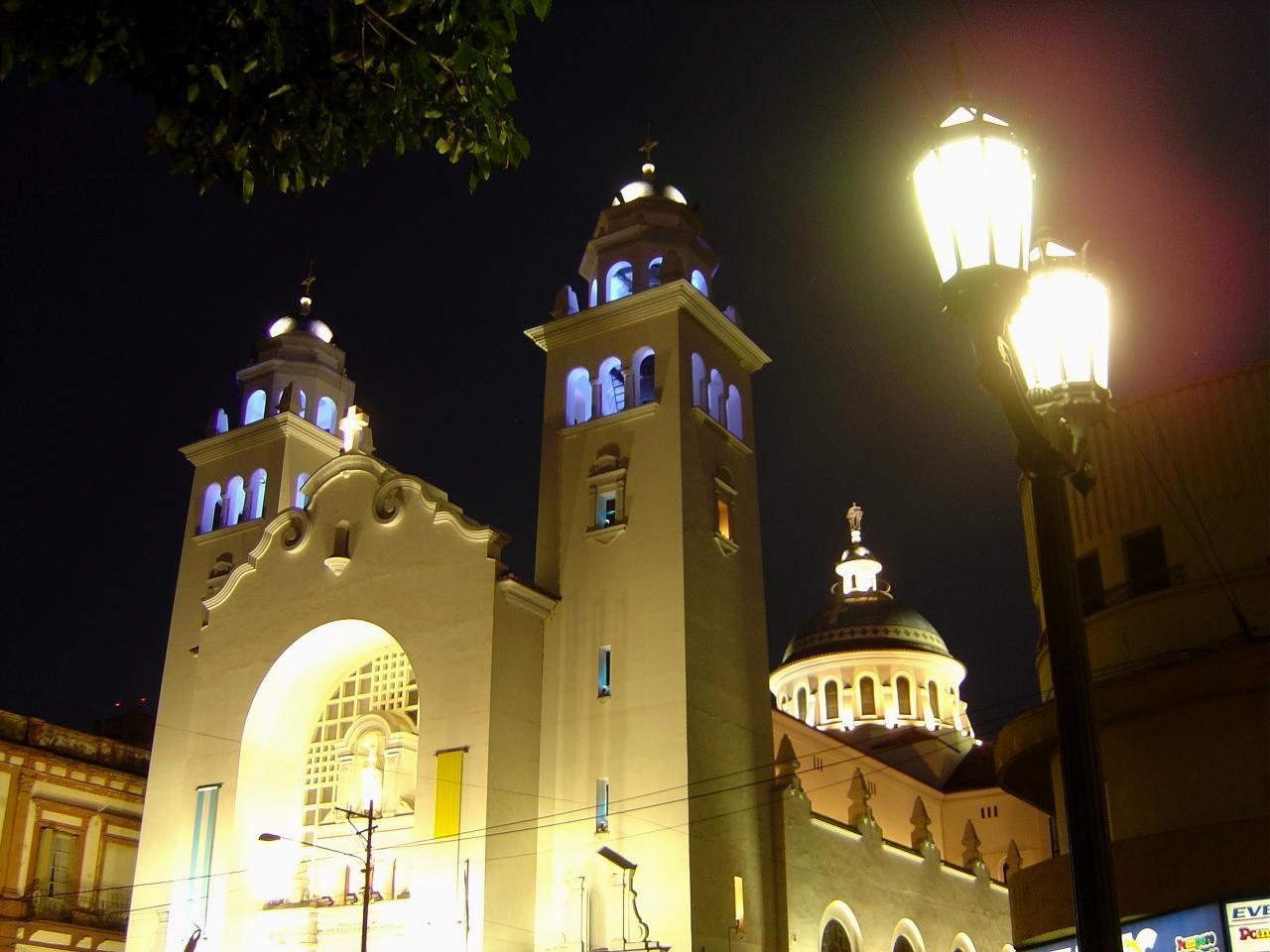
Basílica Nuestra Señora de la Merced.

El general Belgrano, cuyas tropas estaban casi desarmadas y fatigadas, si bien reforzadas por el "gauchaje" local, autodenominados "los decididos de Tucumán", resolvió una acción tan audaz como inteligente (a pesar de no tener formación militar), merced a los "baqueanos" o "baquianos" de la ciudad tomó imprevistamente por la retaguardia a los atacantes que ya se veían victoriosos y los derrotó absolutamente, quedando así asegurada la independencia de Argentina (tras la victoria de Tucumán, las mismas tropas argentinas al mando de Belgrano lograron la victoria de Salta, que dejó exento salvo esporádicos ataques, de las tropas españolas a todo el territorio al sur del río Pilaya, es decir el límite norte de Tarija.
Como era muy devoto de la Virgen de la Merced, Belgrano oró largamente al pie de su imagen antes de la batalla. Y luego de la victoria en acto público y procesión entregó el bastón de mando del ejército argentino a Nuestra Señora de la Merced, Nombrándola "Virgen Generala del Ejército Argentino".
Tras estas batallas, Belgrano instaló su cuartel en una fortaleza circular con cinco baluartes llamada "La Ciudadela", tal fortaleza se ubicaba a poco más de un kilómetro al suroeste de la actual plaza Independencia (la antigua plaza Mayor de San Miguel de Tucumán).
Al ser el cuartel general de los patriotas y al ubicarse en una situación geográfica intermedia entre el Río de la Plata y las llamadas Republiquetas del Alto Perú y Santa Cruz de la Sierra, la ciudad de San Miguel del Tucumán fue elegida para la reunión del congreso de la Independencia.
El 9 de julio de 1816, el Congreso reunido en San Miguel de Tucumán, declaró la independencia Argentina de España y de toda otra dominación extranjera. Este hecho significó el nacimiento concreto de una nueva nación. La declaración se llevó a cabo en la llamada Casa Histórica (también llamada Casa de la Independencia o Casa de Tucumán).
El Congreso funcionó en San Miguel de Tucumán hasta su traslado a Buenos Aires, el 2 de octubre de 1816, quedando una guarnición militar de resguardo, mientras el grueso del Ejército del Norte se trasladó a Córdoba. 
Entre 1820 y 1850, fue una etapa surcada por las guerras civiles entre unitarios y federales, que afectaron a la provincia y a la ciudad en diferentes circunstancias. La etapa más siniestra fue luego de la derrota de la Coalición del Norte por el ejército federal al mando de Manuel Oribe, en 1841. En la memoria colectiva quedó la sangrienta ejecución del gobernador Marco Avellaneda, cuya cabeza fue expuesta en una pica en la Plaza principal de la ciudad, hasta que Fortunata García la rescató para darle sepultura. 
En este periodo, algunas medidas gubernamentales fueron adoptadas al pulso de las nuevas ideas higienistas vigentes, como la prohibición de enterrar a los muertos en las iglesias, adoptada por el gobierno de Gregorio Aráoz de Lamadrid en 1826, y la creación de un cementerio público en los terrenos del actual Hospicio del Buen Pastor. 

## La ciudad durante el despegue de la industria azucarera y el inicio delsigloXX
Hacia 1850 la ciudad había desbordado en parte el trazado inicial y en los años 1870 se propuso su ampliación con nuevos límites en su trazado urbano, que se materializaron en la previsión de nuevos bulevares alrededor del antiguo casco colonial, convertidos hoy en avenidas centrales.
Las primeras construcciones monumentales que comenzaron a cambiar la fisonomía de la ciudad fueron el resultado de la reconstrucción de los antiguos templos coloniales: el nuevo edificio de la Iglesia Matriz, actual Catedral de Nuestra Señora de la Encarnación, fue consagrado en 1856. En 1863 se comenzó a construir la nueva Basílica de Nuestra Señora del Rosario, pero las obras culminaron en 1883, y en 1879 comenzó la remodelación de la Iglesia y Convento de San Francisco. 
En 1859, el gobierno provincial comenzó las obras del nuevo Cementerio del Oeste, que se inauguraría definitivamente en 1872. Esta iniciativa adoptada para salvaguardar la salubridad pública, también mostró la expansión de la ciudad por fuera de su casco colonial original. 
En 1874 llegó el ferrocarril a Tucumán y para la construcción de las estaciones en los cuatro rumbos, se previeron terrenos periféricos a la planta urbana. De este modo se construyeron con posterioridad las estaciones, "Estación Tucumán CC." en la actual calle Benjamín Araóz, la estación "Sunchales", frente a la actual Plaza Alberdi, y la estación del "Ferrocarril Central Argentino", en la zona de El Bajo, frente a la actual Plaza Lamadrid. 
Entre 1880 y 1890, la ciudad fue dotada de los edificios de los hospitales, como el "Hospital Mixto Nuestra Señora de las Mercedes", en 1882, al cual luego le seguirían el Hospital San Miguel, -actual Centro de Salud "Zenón Santillán-, en 1895, y el Hospital de Niños ubicado en el Boulevard Sarmiento e inaugurado en 1900 por el impulso de la Sociedad de Beneficencia de Tucumán. 
En 1887, la ciudad sufrió el flagelo de una epidemia de cólera que afectó a la población, produciendo  numerosas víctimas entre la población, que provocaron el colapso de los servicios sanitarios y los cementerios existentes. Al momento de concluir dicha epidemia, las autoridades municipales encararon un plan de alcantarillado y de servicios de limpieza pública que se concretarían en el siglo siguiente. 
A fines del siglo XIX se había construido el "cinturón de hierro" del cual la ciudad no ha podido desprenderse aún. Este "cinturón de hierro" respondió a la construcción de las líneas de ferrocarriles alternativas que tenían a San Miguel de Tucumán, como estación cabecera, para expandirse hacia el interior de la provincia, comunicando las ciudades de Concepción y Monteros, con la capital provincial y trasladar la producción azucarera hacia los principales centros urbanos del país. También, entre 1890 y 1900, comenzó a construirse un sistema de tranvías que comunicó los diferentes barrios de la ciudad y que se mantuvo en servicio hasta la década de 1960.    

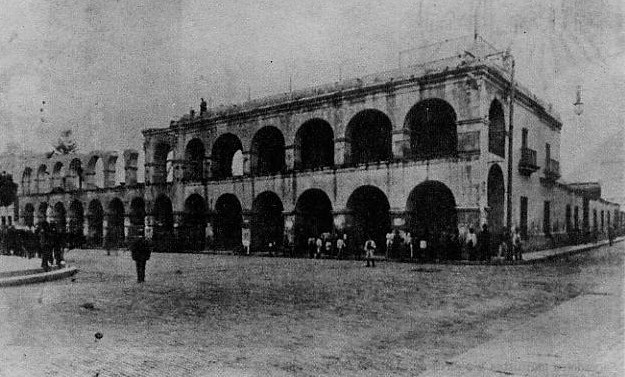
Demolición del antiguo Cabildo de Tucumán, para comenzar lo que sería la actual casa de gobierno, en 1908.

En los primeros años del 1900 se incorporaron a la ciudad 400 hectáreas,  destinadas a un parque público. conformándose el primer espacio verde de magnitud a la manera de los grandes parques de París y Londres. Este fue bautizado como el "Parque 9 de Julio" siendo diseñado por el paisajista Charles Thays, y sus terrenos provenían de antiguas fincas particulares como la que había pertenecido al Obispo José Eusebio Colombres, -cuya casa aún se encuentra en el parque-, como también de terrenos ganados a los bañados que existían en las riberas del Río Salí.   
También, el ornato público de la ciudad adquirió piezas de gran valor artístico, como la instalación de la Estatua de la Libertad en el centro de la Plaza Independencia, y el Monumento a Juan Bautista Alberdi en la plaza del mismo nombre, ambos obras de la escultura Lola Mora e inaugurados en 1904.
Las señales visibles de la modernización de la ciudad en las primeras décadas de 1900, fueron la desaparición de las construcciones coloniales existentes. El caso más notorio fue la demolición del edificio del antiguo cabildo, en 1908, que permitió la construcción de la monumental Casa de Gobierno de Tucumán bajo la dirección del arquitecto Domingo Selva, y con un estilo académico francés con elementos del art-noveau imperantes en ese momento. La obra fue inaugurada en 1913 por el presidente Roque Saenz Peña y el gobernador José Frías Silva. 
También, en 1912 bajo el gobierno de Juan Luis Nougués, la ciudad incorporó tres obras monumentales destinadas a promover el turismo y el confort de los viajeros: el edificio del "Hotel Savoy", - actual sede del Casino de Tucumán, en peligro- el edificio del antiguo Casino, y el "Teatro Odeón", actual "Teatro San Martín".
Otros hitos importantes para el desarrollo de la ciudad fueron la inauguración de la Universidad Nacional de Tucumán en 1914 ,y el asentamiento del Regimiento de Infantería 19 en la primera década de 1900, que exigieron la construcción de edificios adecuados para su funcionamiento. La energía eléctrica y la telefonía se expandieron a lo largo de décadas, y muchas modas venidas de Europa fueron adoptadas por los ciudadanos, debido a la inmigración que se instaló en la provincia desde fines del siglo XIX. 
La inmigración de españoles, árabes, judíos e italianos que se asentó en la región tuvo gran incidencia en la vida de la provincia y de San Miguel de Tucumán. Desde 1870, fue progresiva la llegada de inmigrantes italianos, españoles, franceses, y luego de 1910, un creciente número de inmigrantes del antiguo Imperio Otomano, principalmente sirios y libaneses. También fue notorio el surgimiento de una numerosa colectividad judía de origen sefaradita y ashkenazí, que huía de las persecuciones en Europa y en el Medio Oriente. La inmigración imprimió su huella en la ciudad con la aparición de grandes tiendas y una red comercial que abastecía a la población de trabajadores de los ingenios y el casco urbano. Entre 1880 y 1940,  la ola inmigratoria favoreció la creación de las sociedades de socorros mutuos, tales como la Sociedad Española de Socorros Mutuos, la Sociedad Italiana, la Sociedad Sirio-Libanesa o la Sociedad Francesa, a la par de la construcción de templos de otras confesiones religiosas, como sinagogas o iglesias ortodoxas, maronitas y protestantes. 
La prosperidad generada por la industria azucarera tuvo su reflejo en la construcción de suntuosos palacetes particulares, pertenecientes a los propietarios de ingenios, como la Casa Nougués, -actual sede de la Secretaría de Turismo-, o la mansión del industrial Ramón Paz Posse, -actual sede del SI.PRO.SA- en las calles Virgen de la Merced y Mendoza. También, los inmigrantes que prosperaron, utilizaron la arquitectura como una muestra de su riqueza y dejaron huella en la ciudad. Tal es el caso de la "Casa Apás" ubicada en las calles Maipú y San Juan, o la vecina "Casa Abdenur", ubicada en la intersección de las calles San Juan y Junín, construidos por prósperos inmigrantes sirio-libaneses en la década de 1920, ambas en estilo academicista francés. 
Hasta el año 1930, la ciudad multiplicó su población en dos veces y media, creciendo en superficie hacia los suburbios debido a los nuevos loteos, en las zonas aledañas. Antiguas colonias o pueblos aledaños a la ciudad, como el caso de Villa Luján en el oeste,  Villa 9 de Julio en el noreste, o Villa Alem en el sur, alcanzaron una densidad urbana por las nuevas construcciones de viviendas. También,  la construcción de líneas de tranvías o la aparición de los primeros servicios de ómnibus que permitieron el traslado de sus habitantes hacia el casco céntrico con mayor comodidad. 
Entre 1920 y 1950, también la dotación de infraestructura urbana se expandió como consecuencia de las políticas de obras públicas de los gobiernos radicales de las décadas de 1920 y 1930, como también de las obras de los gobiernos del primer peronismo entre 1946 y 1955. En este periodo de tiempo se realizaron obras relevantes de infraestructura, que aún existen, tales como la cárcel de Villa Urquiza, el Palacio del Banco de la Provincia de Tucumán, el antiguo Mercado de Abasto, el edificio de la Caja Popular de Ahorros, el Mercado del Norte en el caso céntrico,las Escuelas Monumentales, el Palacio de Tribunales, los edificios de hospitales y los barrios obreros, que transformaron el paisaje urbano. 
La acción de reconocidos arquitectos, ingenieros y políticos como Celestino Gelsi, José Padilla, Miguel Critto, y Miguel Mario Campero dejaron huellas en la construcción edilicia de la ciudad, mediante la contratación de famosos arquitectos para el diseño de edificios públicos, tales como Carlos Noel, Alejandro Virasoro, Ángel Guido o Francisco Squirru. También fue relevante, la introducción del estilo neo-colonial historicista español o el estilo californiano por parte del arquitecto José Graña. Por su parte, Alberto Prebisch ( de origen tucumano), también diseñaría obras relevantes en la ciudad, como el antiguo edificio del Mercado de Abasto, - actualmente convertido en un hotel cinco estrellas-, y el monumental Cine Plaza, convertido hoy en el Teatro "Mercedes Sosa". 
Contemporáneamente, a partir de la década del 20, el fútbol se volvió un espectáculo atractivo muy importante para el público tucumano, generando la creación de los clubes de fútbol barriales, mientras se introducía el juego del rugby, desplazando a diversiones populares como las carreras cuatreras o las riñas de gallos. El entretenimiento popular también cambió con la llegada del cine, y la inauguración de salas de proyección en el centro histórico y en los barrios, mientras la aparición de las estaciones de radio-difusión LV-12 y LV-07, incorporaron a la población tucumana al mercado del entretenimiento nacional. 

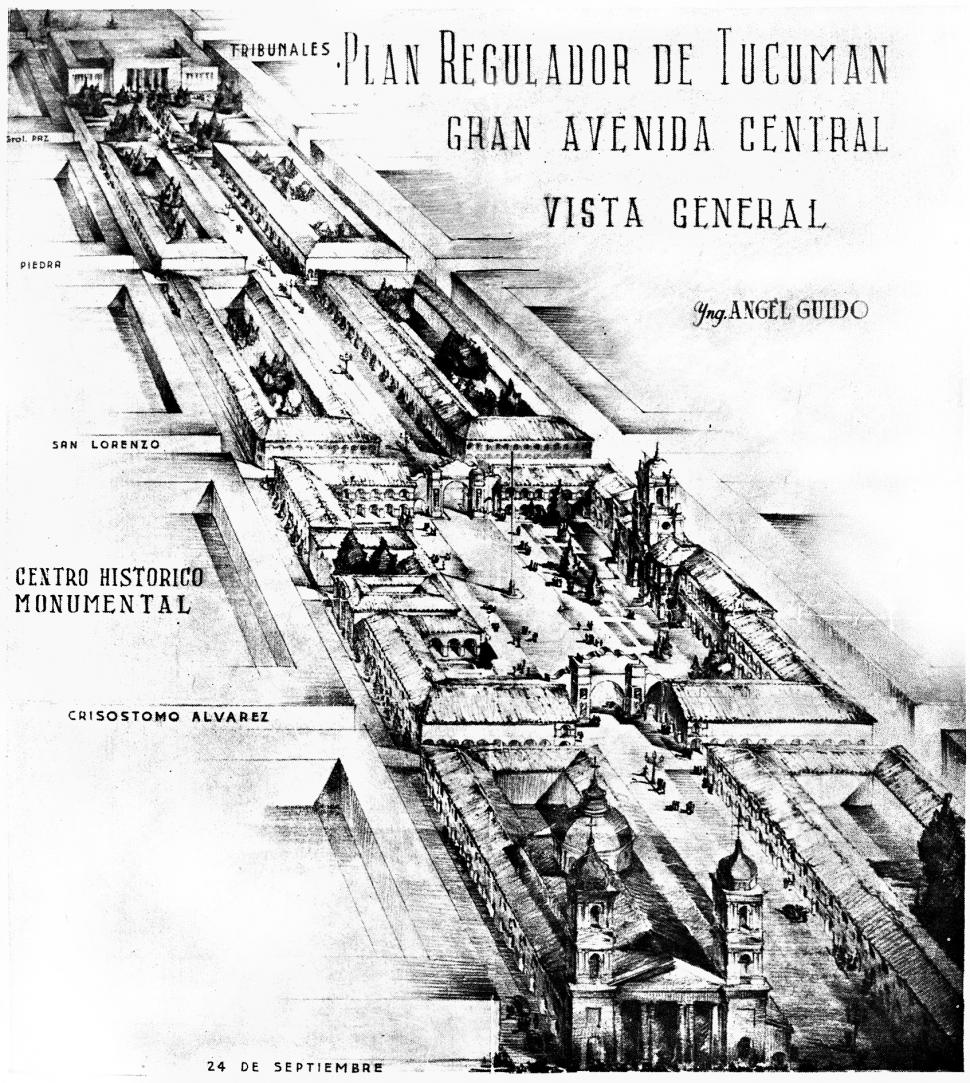
Proyecto de reforma urbana del centro histórico de San Miguel de Tucumán, proyectado por Ángel Guido en 1939, que nunca llegó a realizarse, excepto las demoliciones parciales que dieron origen al Pasaje 2 de Abril, frente a la plaza Hipólito Yrigoyen.

En las primeras décadas del siglo XX, la población volvió a duplicarse y la superficie urbana superó los límites administrativos de la capital comenzando su expansión hacia las áreas rurales circundantes, que décadas más tarde constituiría lo que hoy se llama el Gran San Miguel de Tucumán. Durante la década de 1940, se realizaron obras de infraestructura que modernizaron el casco histórico de la ciudad, como la construcción del nuevo Mercado del Norte, el nuevo Palacio de Tribunales, o la ornamentación de los principales paseos públicos. También en 1942 se inauguró el "primer barrio de casas obreras", bautizado como "Barrio Alberdi" frente a los Cuarteles del Regimiento 19 de Infantería, una innovación urbana que continuaría con mayor impulso bajo los gobiernos peronistas que se sucedieron en los años subsiguientes.  
En 1940, el intendente Roque Raúl Aragón encomendó al Arquitecto Ángel Guido, un proyecto de reforma urbanística que uniría la plaza Independencia con la plaza Hipólito Yrigoyen, pero que nunca llegaría a concretarse. 
También, en el año 1943, el interés por el rescate de la memoria histórica determinó que se reconstruyese el edificio original de la Casa de la Independencia de la Independencia, bajo la dirección del célebre arquitecto Mario José Buschiazzo, conforme a los testimonios fotográficos existentes, datados en la década de 1870.  
Durante los gobiernos del Primer Peronismo entre 1946 y 1955, la acción del Estado en materia de obras públicas se concretó en la expansión urbana mediante la construcción de viviendas particulares mediante créditos hipotecarios, que impulsaron la urbanización de barrios como el Barrio Jardín, Villa Urquiza, Villa Muñecas o el Barrio Diza. También, se comenzaron obras monumentales, como el edificio de la futura Maternidad "Nuestra Señora de las Mercedes", el Hogar Escuela "Eva Perón" en el Parque 9 de Julio, como también, la pavimentación y el enripiado del casco urbano con mayor densidad poblacional. Un edificio relevante que se inauguró en 1952, fue el nuevo Templo de la actual Basílica de Nuestra Señora de la Merced, construido en estilo historicista neo-colonial.  
También a partir de época el cambio más notable se produjo en el perfil urbano por la aparición de los edificios en altura.Durante las décadas de 1950 y 1960, el perfil urbano de San Miguel de Tucumán comenzó a transformarse con la construcción de grandes edificios de altura, siendo el más importante la nueva sede el Instituto Provincial de Seguridad Social, ubicado en la calle Las Piedras y 9 de Julio, inaugurado en 1951, o el edificio del nuevo Hospital del Niño Jesús, frente a la Plaza San Martin en 1964. Estas construcciones, junto a la aparición de las primeras galerías comerciales en el centro de la ciudad, otorgaron a San Miguel de Tucumán, el tinte de una verdadera "Capital del Norte Argentino."
Estas innovaciones urbanas implicó la introducción de un nuevo lenguaje arquitectónico modernista, destacándose la intervención del arquitecto Eduardo Sacriste -uno de cuyos discípulos fue el afamado arquitecto Cesar Pelli-, quien diseño los nuevos edificios del "Hospital del Niño Jesus" y de otras entidades bancarias en el centro financiero de la ciudad. 
Sin embargo,el cierre de los ingenios azucareros en el año 1966, la crisis social sobreviviente agudizó la crisis de la vivienda de San Miguel de Tucumán, expandiendo los barrios de infraestructura precaria, conocidos como "villa miserias", alrededor de la ciudad, originándose barriadas como "el Trulalá", o  "el Sifón" en la zona norte de la ciudad.
A partir de la década de 1990, este problema se agudizó ampliando los barrios precarios en los terrenos alrededor de la ciudad, conformando lo que hoy se denomina "el Gran San Miguel de Tucumán", que incluye a ciudades satélites, como la Banda del Río Salí, Alderetes, Tafí Viejo, El Manantial o Yerba Buena.
En el siglo XXI, San Miguel de Tucumán ha adquirido el perfil de una ciudad moderna típica, con una alta densidad de construcciones en altura, concentrada dentro del eje de las denominadas "cuatro avenidas". Este crecimiento implicó la destrucción y pérdida del patrimonio arquitectónico proveniente de fines del siglo XIX y de principios del siglo XX. El aumento de la población ha provocado un déficit en infraestructura en materia de servicios de cloacas, vivienda y seguridad, temas que son materia de debate público continuo. El crecimiento del Gran San Miguel de Tucumán también ha alimentado los problemas ante la dificultad de articulación de gestiones con los municipios adyacentes, como también, ante el desequilibrio económico y poblacional, con ciudades satélites circundantes como Yerba Buena y Tafí Viejo, las cuáles se encuentran en pleno proceso de "gentrificación" en detrimento de San Miguel de Tucumán.

## Gobierno
La ciudad alberga al Poder Ejecutivo, Legislativo y Judicial de la provincia. A nivel municipal tiene también 3 poderes: la Intendencia de la Ciudad, el Concejo Deliberante y el Tribunal Municipal de Faltas.
El Poder Ejecutivo es ejercido por el intendente/a de la ciudad, elegido cada 4 años en las elecciones provinciales de Tucumán. El edificio donde reside el Poder Ejecutivo se encuentra en calle 9 de julio 598 en barrio Sur. Desde el 28 de octubre de 2023 la intendenta es la Peronista Rossana Chahla. El Consejo Deliberante de la ciudad esta presidido por el concejal Fernando Juri, además de que el Partido Justicialista ostenta una mayoría con 8 de los 18 ediles concejales.

## Geografía
La ciudad se asienta casi en las laderas de las montañas del Aconquija- una extensión de la precordillera frontal a los Andes que corresponde al sector más septentrional de las Sierras Pampeanas- y a orillas del muy importante río Dulce (localmente llamado "Salí").
El centro de la urbe se encuentra a una altitud de 450 m s. n. m. Aunque el Gran San Miguel de Tucumán se extiende por diversos niveles de terreno: desde los llanos y bajos de La Banda del Río Salí al este, hasta los elevados y fragosos del elegante departamento de Yerba Buena en donde prosperan fácilmente coníferas europeas en el oeste.

### Área metropolitana

Mapa del Gran San Miguel de Tucumán.

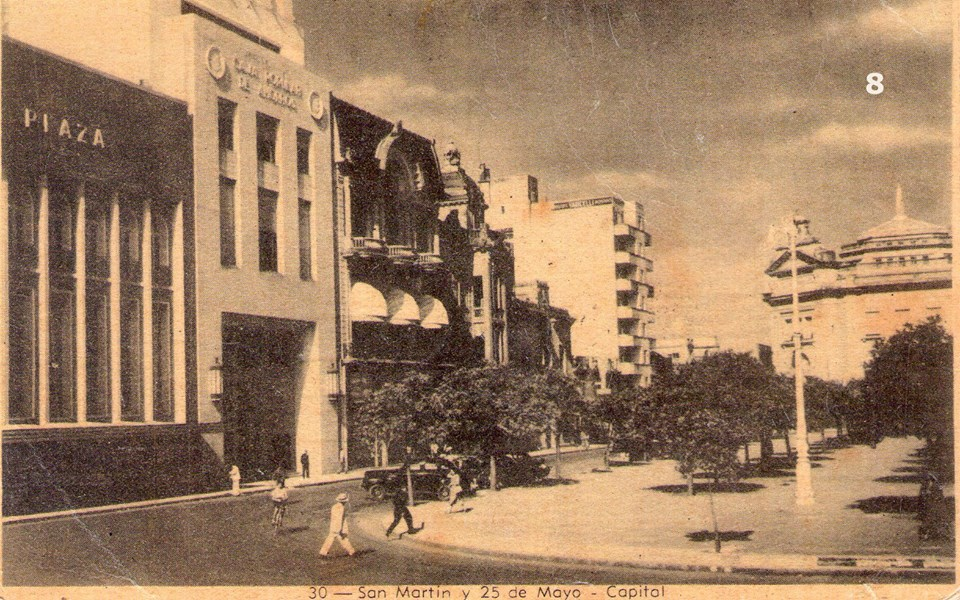
La calle San Martín y la plaza Independencia en una fotografía de finales de la década de 1950.

La ciudad de San Miguel de Tucumán a lo largo del tiempo superó sus límites originales dando origen al área metropolitana conocida como el Gran San Miguel de Tucumán. Según el último censo, este cuenta con 800,000 habitantes (Indec, 2010) Ciudades como Banda del Río Salí, Alderetes, Lastenia, Yerba Buena, El Manantial, entre otros grandes barrios como Lomas de Tafí, forman este conglomerado urbano. Según pronósticos en los próximos años la ciudad de Tafí Viejo pasará a ser parte del Gran San Miguel de Tucumán, donde la población supera un millón de habitantes.

### Clima

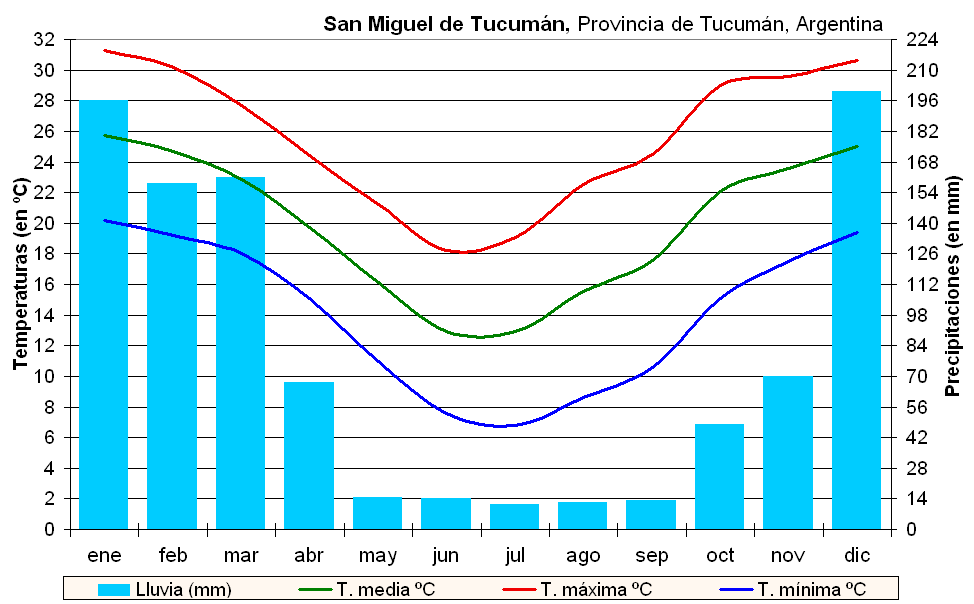
Climograma de Tucumán.

Su clima es Clima semitropical húmedo (Cwa) según la clasificación climática de Köppen. Se caracteriza por veranos calurosos y húmedos, aunque moderados por la altitud, e inviernos secos y frescos.
La primavera y el otoño son cálidos, generalmente con vientos frescos desde el sur. Las temperaturas en estas estaciones rondan los 25 Cº aproximadamente, en verano pueden superan los 40 C° y en invierno pueden bajar a 0 C° o menos.
Sólo tres veces, desde 1565 (fundación de la ciudad), la nieve ha cubierto la ciudad, y eso fue en el mes de julio del año 1920 y el 9 de julio de 2007, aniversario de la independencia argentina luego ha vuelto a nevar una vez más en la semana 2 del mes de julio de 2010, haciendo registro de grandes nevadas en varias zonas aledañas de San Miguel De Tucumán.
| Parámetros climáticos promedio de San Miguel de Tucumán Aero, Tucumán (1991-2020), extremos (1991-presente) | Parámetros climáticos promedio de San Miguel de Tucumán Aero, Tucumán (1991-2020), extremos (1991-presente) | Parámetros climáticos promedio de San Miguel de Tucumán Aero, Tucumán (1991-2020), extremos (1991-presente) | Parámetros climáticos promedio de San Miguel de Tucumán Aero, Tucumán (1991-2020), extremos (1991-presente) | Parámetros climáticos promedio de San Miguel de Tucumán Aero, Tucumán (1991-2020), extremos (1991-presente) | Parámetros climáticos promedio de San Miguel de Tucumán Aero, Tucumán (1991-2020), extremos (1991-presente) | Parámetros climáticos promedio de San Miguel de Tucumán Aero, Tucumán (1991-2020), extremos (1991-presente) | Parámetros climáticos promedio de San Miguel de Tucumán Aero, Tucumán (1991-2020), extremos (1991-presente) | Parámetros climáticos promedio de San Miguel de Tucumán Aero, Tucumán (1991-2020), extremos (1991-presente) | Parámetros climáticos promedio de San Miguel de Tucumán Aero, Tucumán (1991-2020), extremos (1991-presente) | Parámetros climáticos promedio de San Miguel de Tucumán Aero, Tucumán (1991-2020), extremos (1991-presente) | Parámetros climáticos promedio de San Miguel de Tucumán Aero, Tucumán (1991-2020), extremos (1991-presente) | Parámetros climáticos promedio de San Miguel de Tucumán Aero, Tucumán (1991-2020), extremos (1991-presente) | Parámetros climáticos promedio de San Miguel de Tucumán Aero, Tucumán (1991-2020), extremos (1991-presente) |
| Mes | Ene. | Feb. | Mar. | Abr. | May. | Jun. | Jul. | Ago. | Sep. | Oct. | Nov. | Dic. | Anual |
| --- | --- | --- | --- | --- | --- | --- | --- | --- | --- | --- | --- | --- | --- |
| Temp. máx. abs. (°C)                                                                                        | 41.3 | 41.6 | 37.7 | 35.6 | 32.9 | 29.5 | 34.9 | 39.2 | 41.8 | 45.0 | 44.8 | 43.7 | 45.0 |
| Temp. máx. media (°C)                                                                                       | 31.3 | 29.7 | 27.9 | 24.9 | 21.4 | 19.0 | 19.4 | 23.3 | 26.3 | 28.9 | 30.3 | 31.3 | 26.2 |
| Temp. media (°C)                                                                                            | 25.3 | 24.2 | 22.7 | 19.6 | 15.9 | 13.0 | 12.3 | 15.2 | 18.4 | 21.8 | 23.7 | 25.1 | 19.8 |
| Temp. mín. media (°C)                                                                                       | 20.3 | 19.7 | 18.5 | 15.5 | 11.8 | 8.5 | 6.9 | 8.7 | 11.5 | 15.4 | 17.7 | 19.5 | 14.5 |
| Temp. mín. abs. (°C)                                                                                        | 11.3 | 11.1 | 9.6 | 4.4 | 0.5 | -1.4 | -2.5 | -2.5 | -0.4 | 2.5 | 6.0 | 10.8 | -2.5 |
| Precipitación total (mm)                                                                                    | 238.0 | 181.9 | 134.6 | 61.6 | 27.6 | 12.9 | 5.4 | 6.4 | 15.1 | 63.8 | 102.3 | 160.1 | 1009.6 |
| Días de precipitaciones (≥ 1 mm)                                                                            | 12.7 | 11.1 | 12.0 | 9.4 | 7.5 | 4.9 | 2.8 | 1.5 | 3.1 | 7.4 | 10.1 | 11.5 | 93.9 |
| Horas de sol                                                                                                | 229.4 | 186.5 | 173.6 | 153.0 | 141.0 | 135.0 | 186.0 | 204.6 | 198.0 | 195.3 | 213.0 | 229.4 | 2264.6 |
| Humedad relativa (%)                                                                                        | 73.4 | 76.9 | 80.0 | 80.2 | 79.7 | 77.6 | 69.4 | 59.2 | 55.9 | 61.0 | 65.3 | 69.1 | 70.6 |
| Fuente: Servicio Meteorológico Nacional,                                                                    | | | | | | | | | | | | | |

### Sismicidad
La sismicidad del área de Tucumán (centro norte de Argentina) es frecuente y de intensidad baja, y un silencio sísmico de terremotos medios a graves cada 30 años.
- Sismo de 1861: aunque dicha actividad geológica catastrófica, ocurre desde épocas prehistóricas, el terremoto del 20 de marzo de 1861 (164 años) con 12 000 muertes,[17] señaló un hito importante dentro de la historia de eventos sísmicos argentinos ya que fue el más fuerte registrado y documentado en el país. A partir del mismo la política de los sucesivos gobiernos del norte y de Cuyo han ido extremando cuidados y restringiendo los códigos de construcción.[16] Y con el terremoto de San Juan de 1944 del 15 de enero de 1944 (81 años) los gobiernos tomaron estado de la enorme gravedad crónica de sismos de la región.
- Sismo de 1931: de 6,3 de intensidad, el cual destruyó parte de sus edificaciones y abrió numerosas grietas en la zona[16][17]

## Arquitectura y urbanismo

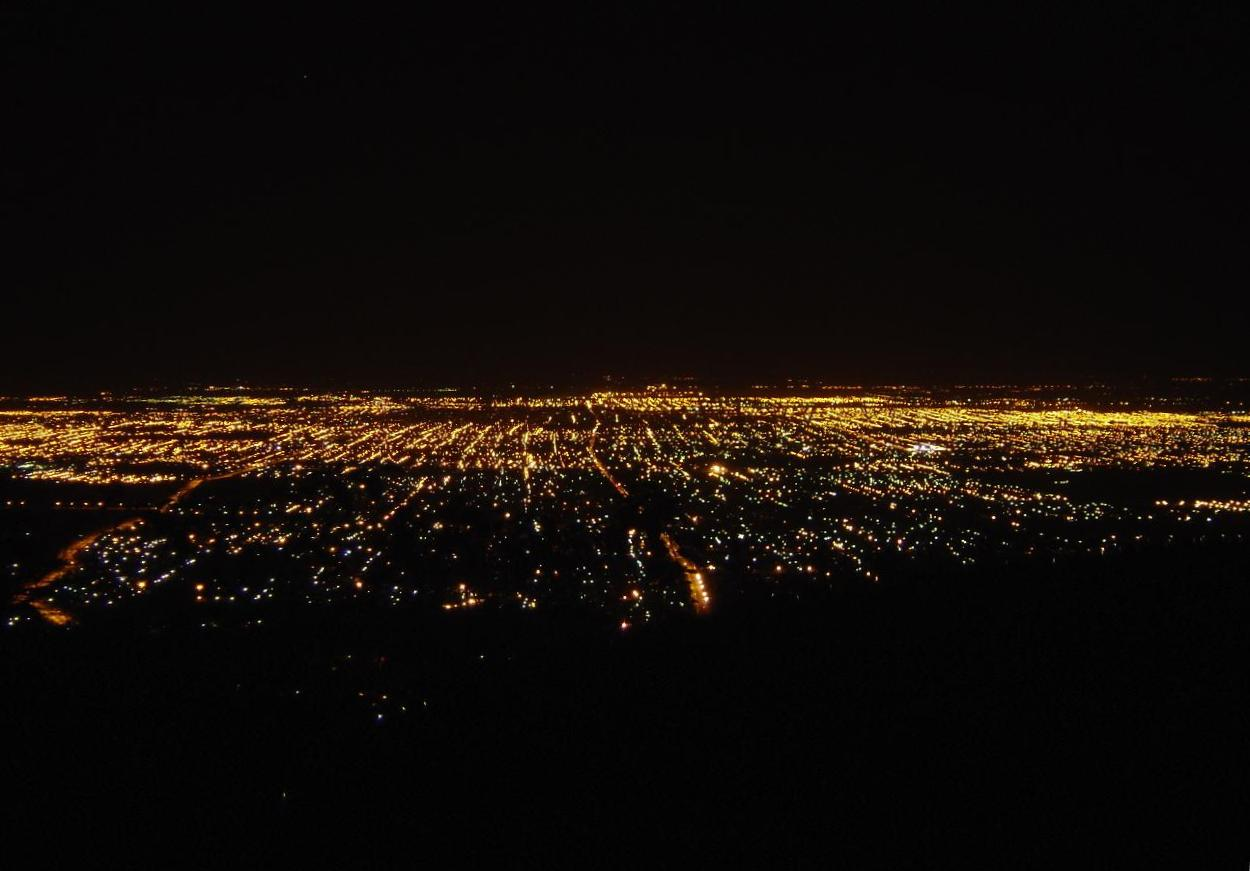
Vista aérea de la ciudad, desde la zona de Yerba Buena.

El departamento capital posee una superficie de 90 km², de los cuales la mayor parte está urbanizada a excepción de algunas zonas del cuadrante noreste. El centro de la ciudad y sus zonas aledañas concentran la mayoría de las actividades comerciales, financieras e institucionales más importantes de todo el norte argentino. Este sector delimitado por cuatro avenidas (Sarmiento al Norte, Avellaneda / Sáenz Peña al este, Roca al Sur, Alem / Mitre al Oeste) que conforman un rectángulo de 14 cuadras de ancho por 18 cuadras de largo constituye también el sector más densamente poblado debido a la gran cantidad de edificaciones en altura que se desarrollan en dicha superficie. Este sector central comprende (delimitados por Av. Salta/ Jujuy al oeste y Av. Avellaneda/ Sáenz Peña al este): barrio Norte, desde la avenida Sarmiento hasta la calle Santiago, centro y microcentro desde calle Santiago hasta calle San Lorenzo y barrio Sur desde calle San Lorenzo hasta la avenida Roca.
La trama original, notoriamente perceptible en el microcentro y casco histórico de la ciudad, presenta la forma de damero o cuadrícula, como ocurre en casi todas las ciudades grandes de Argentina fundadas en tiempos de la colonia española. Por otra parte, el modelo de damero se inspiraba en los antiguos campamentos militares romanos que luego se transformaban en ciudades. Dos ejes de avenidas determinan los sectores norte-sur y este-oeste de la ciudad, como así también el nacimiento de las arterias hacia los 4 puntos cardinales: el eje conformado por las avenidas Benjamín Aráoz-24 de Septiembre-Mate de Luna (corredor Este-Oeste) divide la ciudad en norte y sur y determina la numeración de las calles perpendiculares al mismo. El eje Norte-Sur, conformado por las avenidas Juan B. Justo-Avellaneda-Sáenz Peña-Marina Alfaro, divide los sectores este y oeste de modo que, además, delimita la numeración de las arterias que nacen a ambos lados de dicha vía.

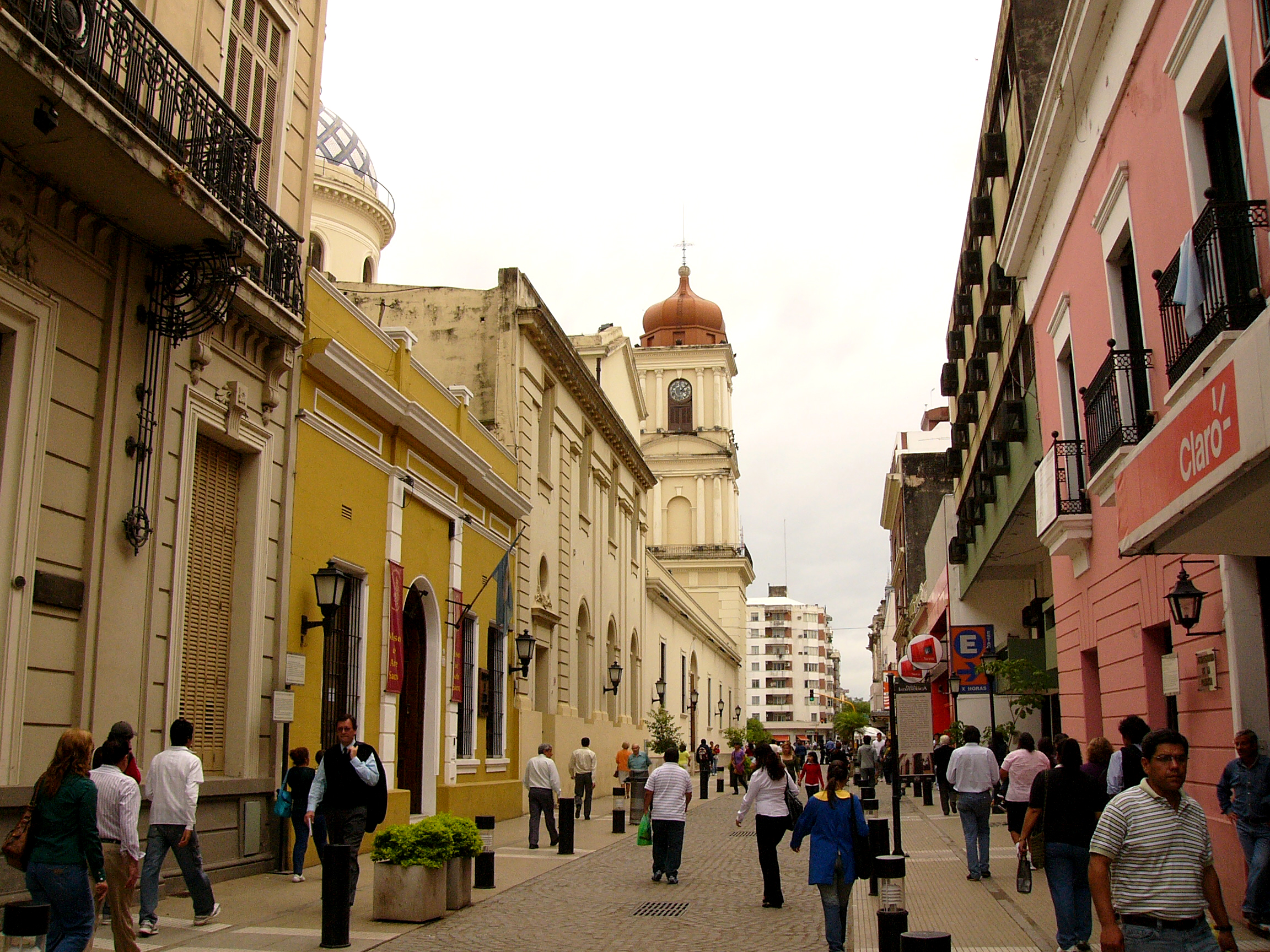
Peatonal Congreso, conocida como "Paseo de la Independencia".

La ciudad cuenta además con otros importantes ejes de circulación:
- De este a oeste: avenidas Francisco de Aguirre, Gobernador Del Campo-Sarmiento-Belgrano, Roca, Independencia, Américo Vespucio y Democracia.
- de norte a sur: avenida Coronel Suárez-Silvano Bores, avenida República de Siria-Salta-Jujuy, República del Líbano- Bartolomé Mitre-Leandro N. Alem, Ejército del Norte-Cristóbal Colón, América-Adolfo de La Vega y Camino del Perú-Alfredo Guzmán.

La avenida de Circunvalación que corre a través del este de la ciudad constituye una vía rápida para cruzar la ciudad de norte a sur o viceversa y evitar entrar en la zona urbana.

### Patrimonio Cultural y Turístico
En 2000 el Gobierno Nacional declaró a San Miguel de Tucumán Ciudad Histórica tanto por su rol en la historia argentina como por el patrimonio arquitectónico y urbanístico. Gran parte de sus calles se encuentran exornadas con árboles floridos tales como el tarco, el lapacho, el naranjo, la tipa.

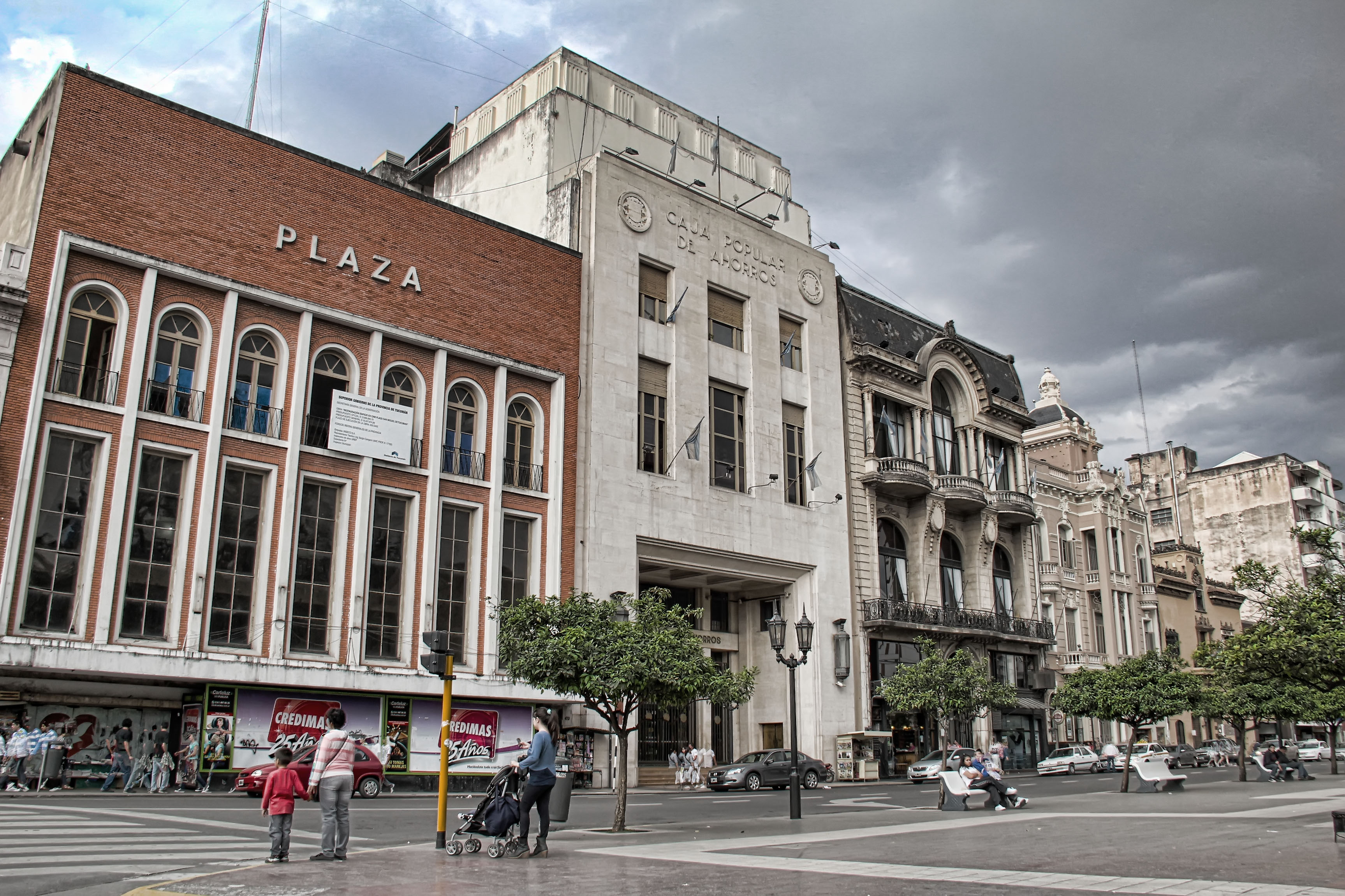
Serie de edificios históricos en la plaza Independencia sobre calle San Martín.

En lo arquitectónico se destacan la bellepoquiana Casa de Gobierno, edificada a fines de siglo XIX en un moderado estilo Art Nouveau, de su interior destaca el Salón Blanco, en el que se reciben a las personalidades que visitan la ciudad. Y de su exterior, la coronación por tres cúpulas y su escalinata de acceso, además de la consabida fachada.
En el centro de la ciudad se distinguen templos religiosos como la antigua Catedral que preserva algunos elementos coloniales y aportes de la arquitectura italiana de siglo XIX, la iglesia de San Francisco (ambos templos declarados Monumentos Históricos), la parroquia de San Roque, la Basílica del Santísimo Sacramento más conocida como iglesia de Santo Domingo, la Basílica de Nuestra Señora de La Merced y la de iglesia Nuestra Señora de Lourdes que presenta un estilo neogótico.

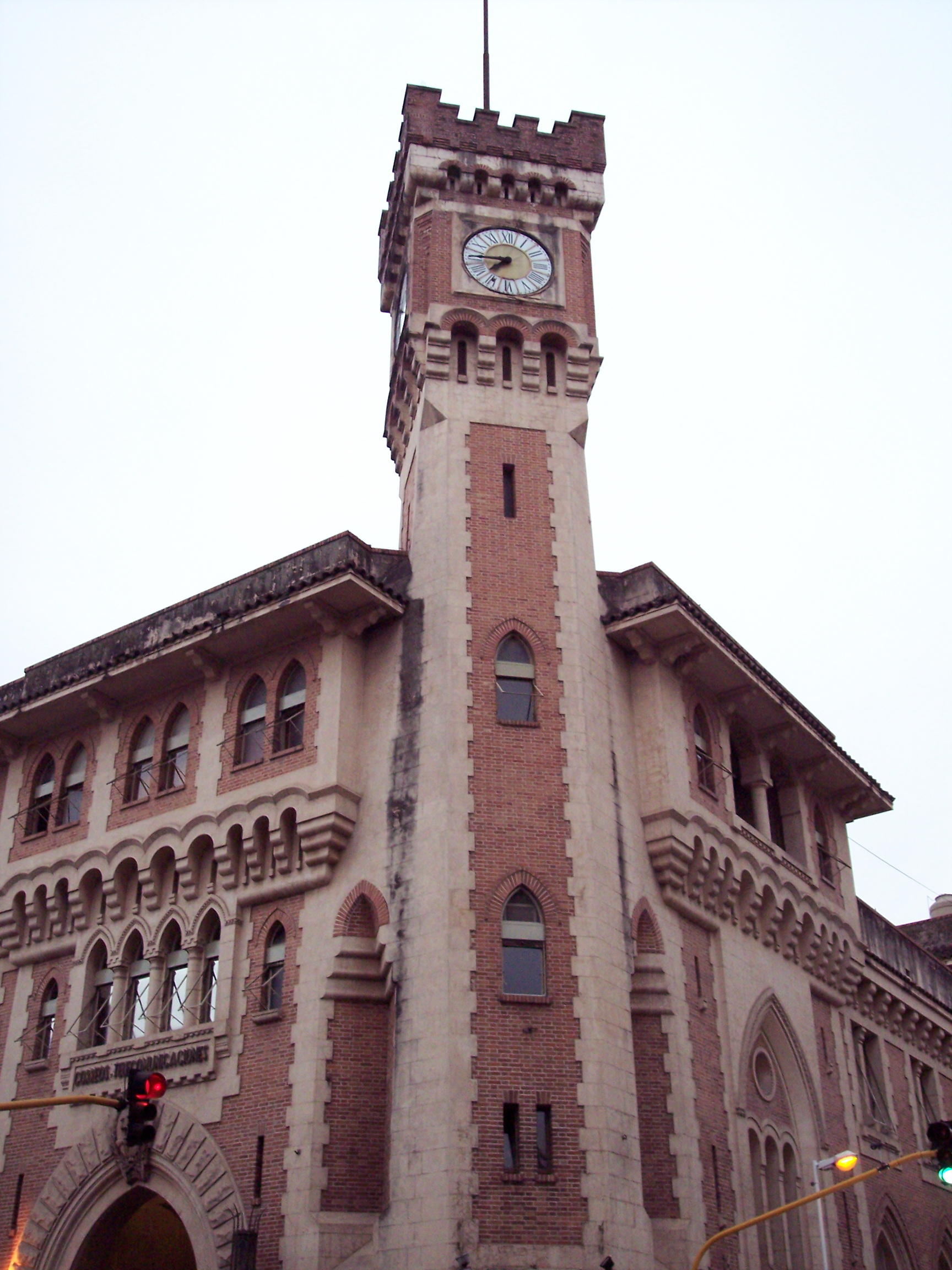
Edificio del Correo Argentino en Tucumán.

También merece muy especial atención la Casa de la Independencia, donde un cuerpo de delegados de la mayoría de las Provincias Unidas del Río de la Plata, conocido como el Congreso de Tucumán, proclamó la declaración de independencia de la Argentina, el 9 de julio de 1816, esta casa además presenta esculturas de Lola Mora. Otros edificios notables son: el Teatro San Martín, cuyo edificio es de interesante arquitectura con elementos neoclásicos de fines de siglo XIX; y el Correo Central, que combina rasgos de la arquitectura medieval europea (románicos y góticos) con una torre fuertemente inspirada en los palazzi de Florencia (especialmente el Palazzo Vecchio).
Otros edificios notables son la vieja Legislatura de Tucumán (antiguo Casino, con su imponente arquitectura italiana y sus cúpulas simétricas), el Palacio de Tribunales (de estilo clasicismo despojado), el Casino de Tucumán (antiguo Savoy Hotel, construido en 1912), la casa natal de Nicolás Avellaneda, el Colegio Nacional Bartolomé Mitre y el Campo de las Carreras, donde se libró la batalla de Tucumán, actualmente transformado en un parque histórico.
Entre los espacios culturales de la ciudad se encuentran el Museo Arqueológico, la plaza Independencia (antigua plaza Mayor arbolada y adornada con la escultura de la independencia realizada por Lola Mora), el Mercado del Norte, el Teatro Juan Bautista Alberdi, la Casa de la Cultura "Escultora Lola Mora", el Museo Provincial de Bellas Artes Timoteo Navarro, el Museo Folclórico, el Museo de Arte Sacro, el antiguo "Café de la Plaza", antiguos edificios como el de la Cervecería del Norte, entre otras cosas.

### Arquitectura reciente
La ciudad vive un período de gran auge inmobiliario en el cual se construyeron cientos de edificios de altura y también se han construido algunas obras de gran escala para la ciudad. Entre ellas, se destacan el nuevo edificio de la Legislatura de la Provincia de Tucumán (inaugurado a comienzos de 2012), el Estadio Provincial de Hockey (inaugurado a fines de 2013 y en donde se disputó la Liga Mundial de Hockey Femenino 2013), el Hotel Sheraton Tucumán y el Hotel Hilton Garden Inn Tucumán, ambos cuentan con un centro comercial, centro de convenciones y casino de juego.
En la actualidad se construyeron dos túneles subterráneos que comunican el centro de la ciudad con la zona oeste. Dichos túneles tienen cada uno un puente peatonal sobre éstos. En la zona este, se está realizando un proyecto a largo plazo para recuperar la costanera del Río Salí y urbanizarla para construirla en un paseo turístico. Este proyecto demandará varios años debido a los asentamientos que se encuentran en la zona y a la contaminación del río.

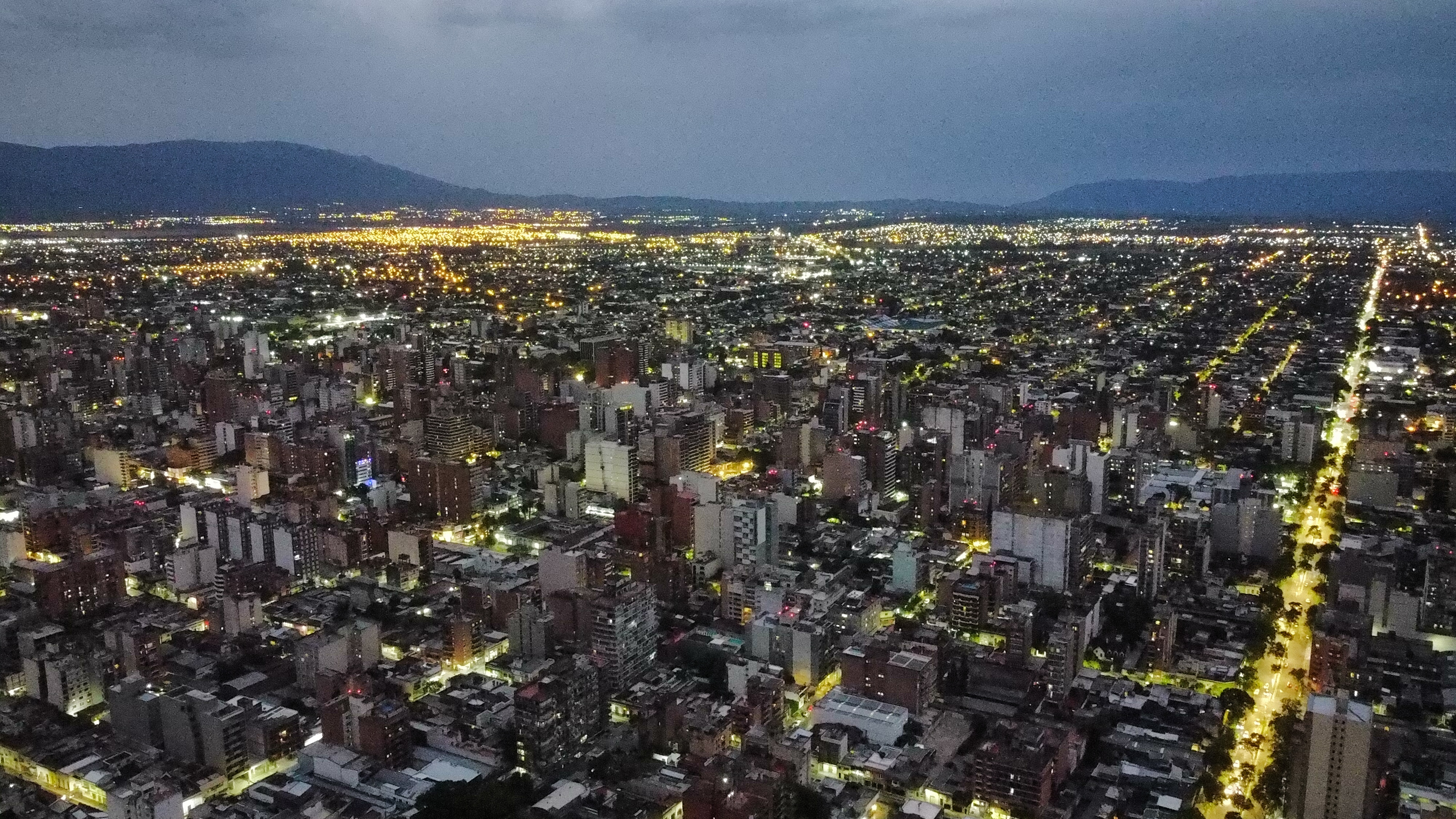
Vista aérea nocturna desde el centro de San Miguel de Tucumán hacia el noroeste

Actualmente la ciudad, junto con toda la República Argentina, tiene más de 200 años, habiéndolos cumplido el 9 de julio de 2016. Para su conmemoración, la ciudad fundó una monumento al Bicentenario, ubicado en la avenida Fernando Mate de Luna.

### Atractivos turísticos

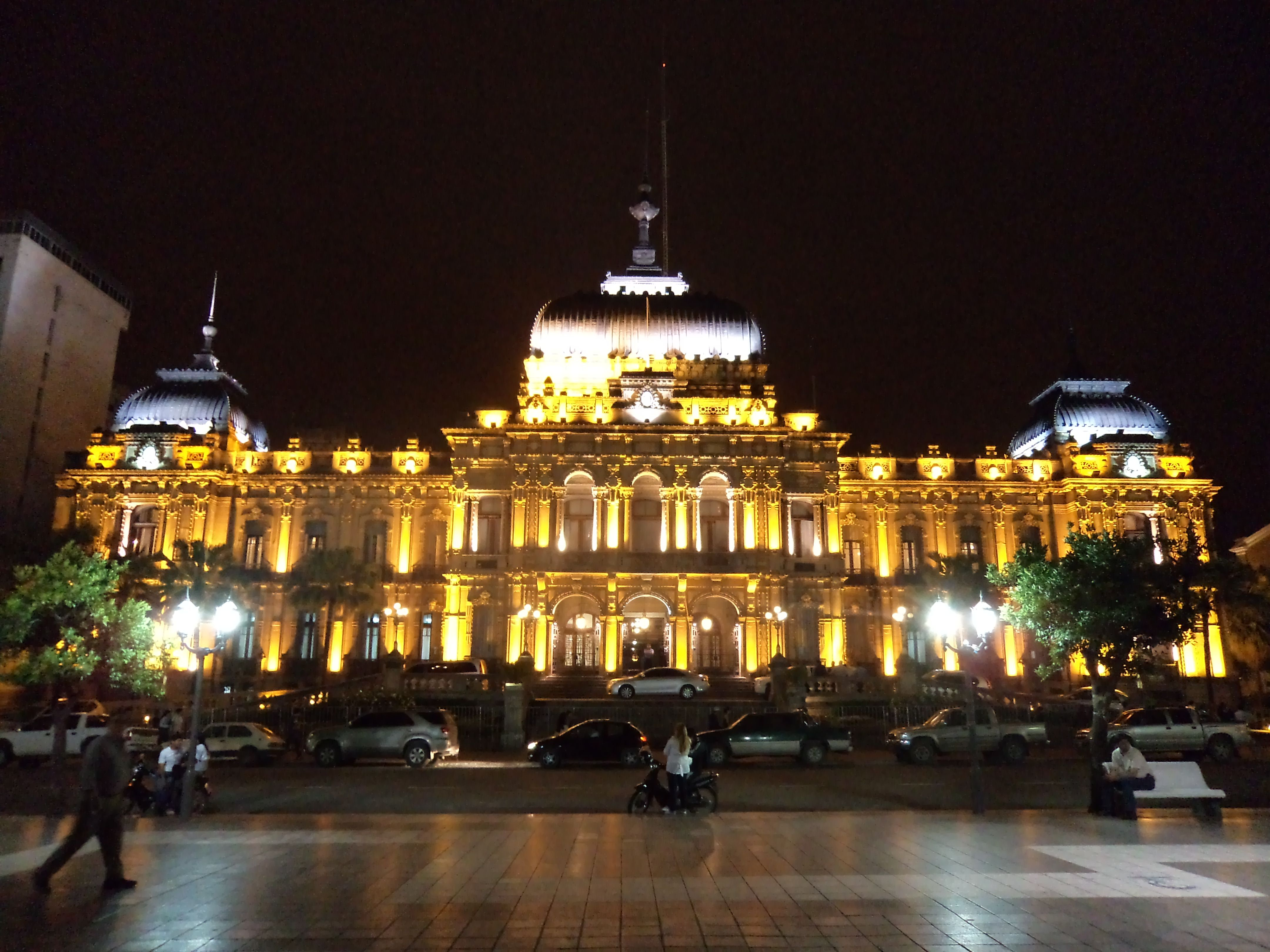
Casa de Gobierno de Tucumán

- Casa Histórica de la Independencia
- Plaza Independencia
- Casa de Gobierno de Tucumán
- Catedral de San Miguel de Tucumán
- Basílica de San Francisco
- ex-Hotel Savoy
- Edificio del Jockey Club
- Biblioteca Sarmiento
- Estadio La Ciudadela
- Estadio Monumental José Fierro
- Casa Padilla
- Peatonal Paseo de la Independencia
- Iglesia de Nuestra Señora de La Merced
- Museo de Arte Sacro de San Miguel de Tucumán
- Museo Municipal Juan Carlos Iramain
- Museo Provincial de Bellas Artes Timoteo Navarro
- Casa de las cien puertas
- Museo Folclórico de San Miguel de Tucumán
- Parque 9 de Julio
- Plaza Alberdi
- El ex-Mercado de Abasto
- Cementerio del Oeste
- Cementerio del Norte
- Funicular de Tucumán

### Espacios verdes y recreativos

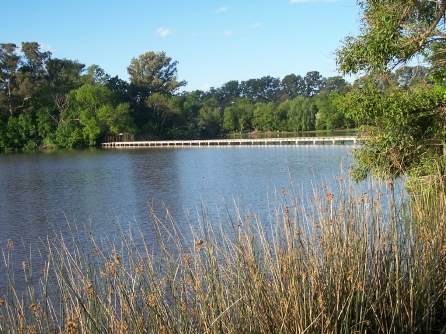
Parque 9 de Julio

Tucumán cuenta con numerosas plazas, parques y peatonales, siendo el parque 9 de Julio diseñado por el célebre Carlos Thays el principal paseo y pulmón verde de la ciudad. Inaugurado para los festejos del Centenario de la Independencia Argentina, el 9 de julio de 1916, cuenta con una importante y bellísima colección de esculturas clásicas y románticas forjadas en hierro en París, la cual se encuentra en vías de ser considerada como patrimonio cultural de la humanidad.
 Se encuentra inmensamente forestado y adornado. En el mismo se ubica el caserón colonial construido a fines del siglo XVII que perteneciera al obispo José Eusebio Colombres (prelado que en 1821 ensayó por primera vez la producción de azúcar).
También hacia el oeste de la ciudad se encuentran los Parques Guillermina y Avellaneda y al norte el amplio predio conocido como Campo Norte. Entre las calles peatonales, se encuentran la peatonal Muñecas con 5 cuadras, la peatonal Mendoza con 4 cuadras y la peatonal Congreso-paseo de la Independencia con 2 cuadras, todas ellas ubicadas en el centro histórico y cultural de la ciudad, las cuales son concurridas por numerosos peatones a diario.
San Miguel de Tucumán tiene varias plazas: la principal y más antigua (la que fuera plaza Mayor y plaza de Armas en la época de la Colonia) ubicada en pleno casco histórico de la ciudad es la plaza Independencia, le sigue en importancia la plaza Urquiza, la plaza Belgrano (lugar en donde se libró la Batalla de Tucumán en 1812), la plaza San Martín, la plaza Yrigoyen (a inicios de siglo XX se llamó Humberto Primo y fue en 1910 el primer emplazamiento de la Rueda Eiffel luego trasladada a Córdoba), la plaza Alberdi, la plaza La Madrid (en "el Bajo", donde actualmente se encuentra un mercado pulga), entre muchas otras plazas distribuidas en distintos barrios de la ciudad.

### Barrios
Estos son algunos de los barrios de la ciudad:
| Barrios de la ciudad  | Barrios de la ciudad | Barrios de la ciudad      | Barrios de la ciudad | Barrios de la ciudad     |
| --------------------- | -------------------- | ------------------------- | -------------------- | ------------------------ |
| Centro                | Barrio Norte         | Barrio Sur                | El Bajo              | Villa 9 de Julio         |
| Juan B. Terán         | El Bosque            | Barrio Piedrabuena        | Ciudadela            | Barrio Echeveria         |
| Villa Santillán       | Villa Urquiza        | San Cayetano              | Barrio Copiatt II    | Barrio Parque Centenario |
| Barrio Oeste I        | Barrio Oeste II      | Barrio Congreso           | Barrio Kennedy       | Barrio Lola Mora         |
| Barrio Ferroviario    | Barrio Independencia | Barrio Los Plátanos       | Barrio Policial      | Barrio 11 de Marzo       |
| Barrio S.E.O.C        | Villa Vial II        | Floresta                  | Villa Alem           | Barrio El Parque         |
| Villa Amalia          | Villa Luján          | Villa Muñecas             | Barrio Los Vázquez I | El Cruce                 |
| Barrio Jardín         | Barrio Victoria      | Barrio Sarmiento          | Barrio Padilla       | Barrio Modelo            |
| Barrio San Martín     | Barrio ATSA I        | Barrio Ejército Argentino | San Carlos           | La Costanera             |
| Barrio Ciudad de Dios | Barrio Juan XVIII    | Barrio Copiatt            | Don Bosco            |                          |

## Educación

### Universidades

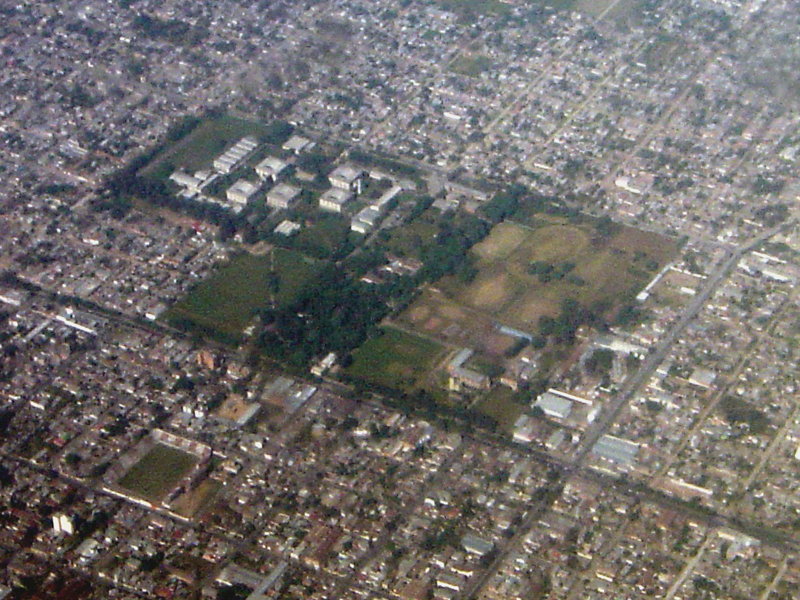
Campus de la Quinta Agronómica, sede de varias facultades de la UNT

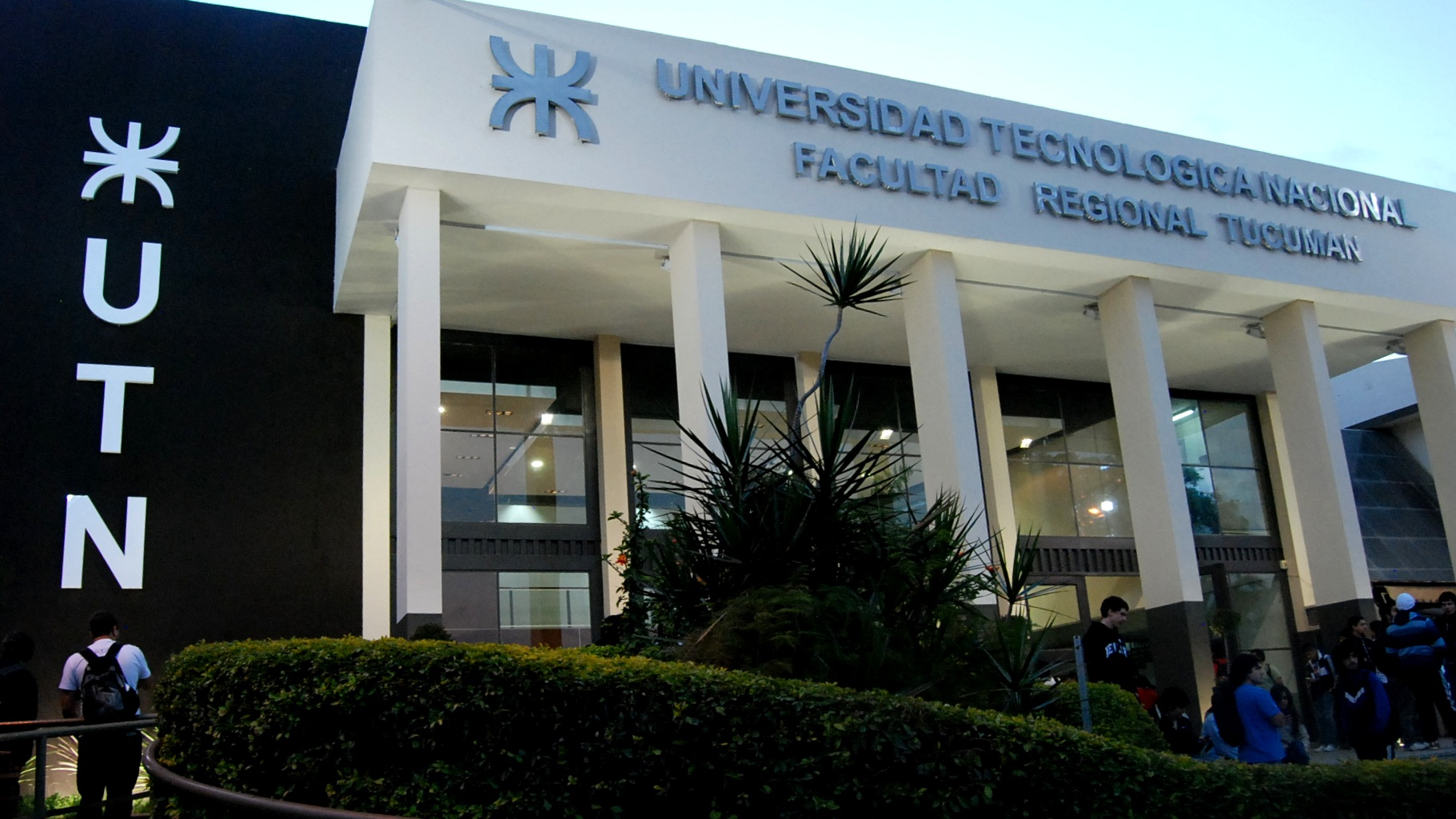
Facultad Regional Tucumán, sede de la UTN.

San Miguel de Tucumán también se caracteriza por ser la sede de la Universidad Nacional de Tucumán siendo la cuarta universidad pública más antigua del país. Fundada en 1914 con capitales puramente provinciales y sin ayuda del gobierno central, cuenta con trece facultades y varias escuelas experimentales. Esta universidad ha hecho que Tucumán se caracterice como un polo de atracción estudiantil principalmente del Noroeste Argentino y luego de otras partes del país; en algunos casos como el internacionalmente prestigioso Instituto Miguel Lillo, dedicado a investigaciones biológicas, la ha hecho polo de atracción de estudiantes extranjeros.
La atracción de estudiantes de otras provincias y de otros países es un factor que ha contribuido inconfundiblemente a la economía provincial y al mercado inmobiliario.
Además de la Universidad Nacional de Tucumán se encuentra la Universidad Tecnológica Nacional Facultad Regional Tucumán, la Universidad del Norte Santo Tomás de Aquino y la Universidad San Pablo-T ambas privadas y con campus en la ciudad de Yerba Buena.

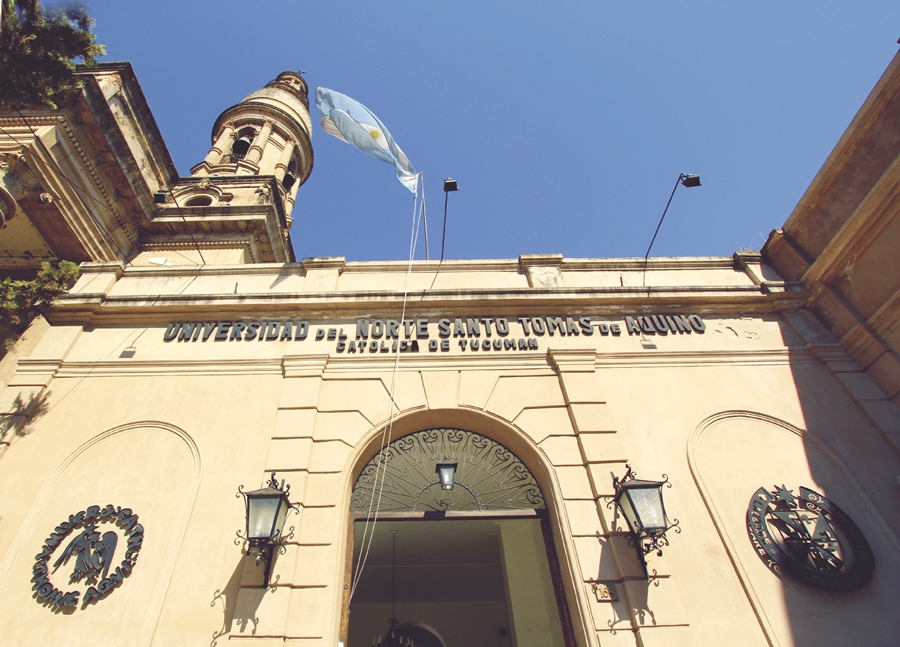
Sede central de la UNSTA.

## Religiones

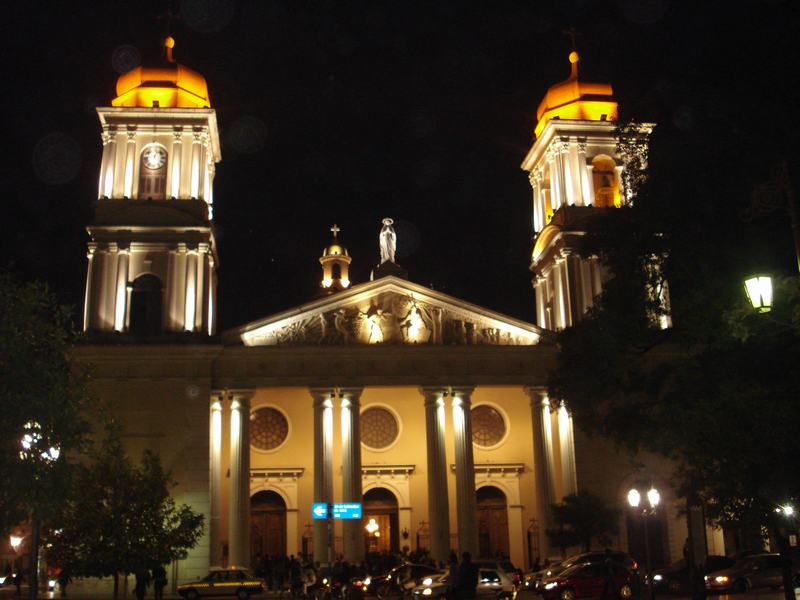
Catedral de San Miguel de Tucumán de noche.

### Libertad de culto
Al igual que en todo el país, la libertad de culto del habitante de la ciudad de Tucumán está garantizado por el Artículo 14 de la constitución Nacional, aunque el Estado reconoce un carácter preeminente a la Iglesia católica que cuenta con un estatus jurídico diferenciado respecto al del resto de iglesias y confesiones.

### Principales seguidores

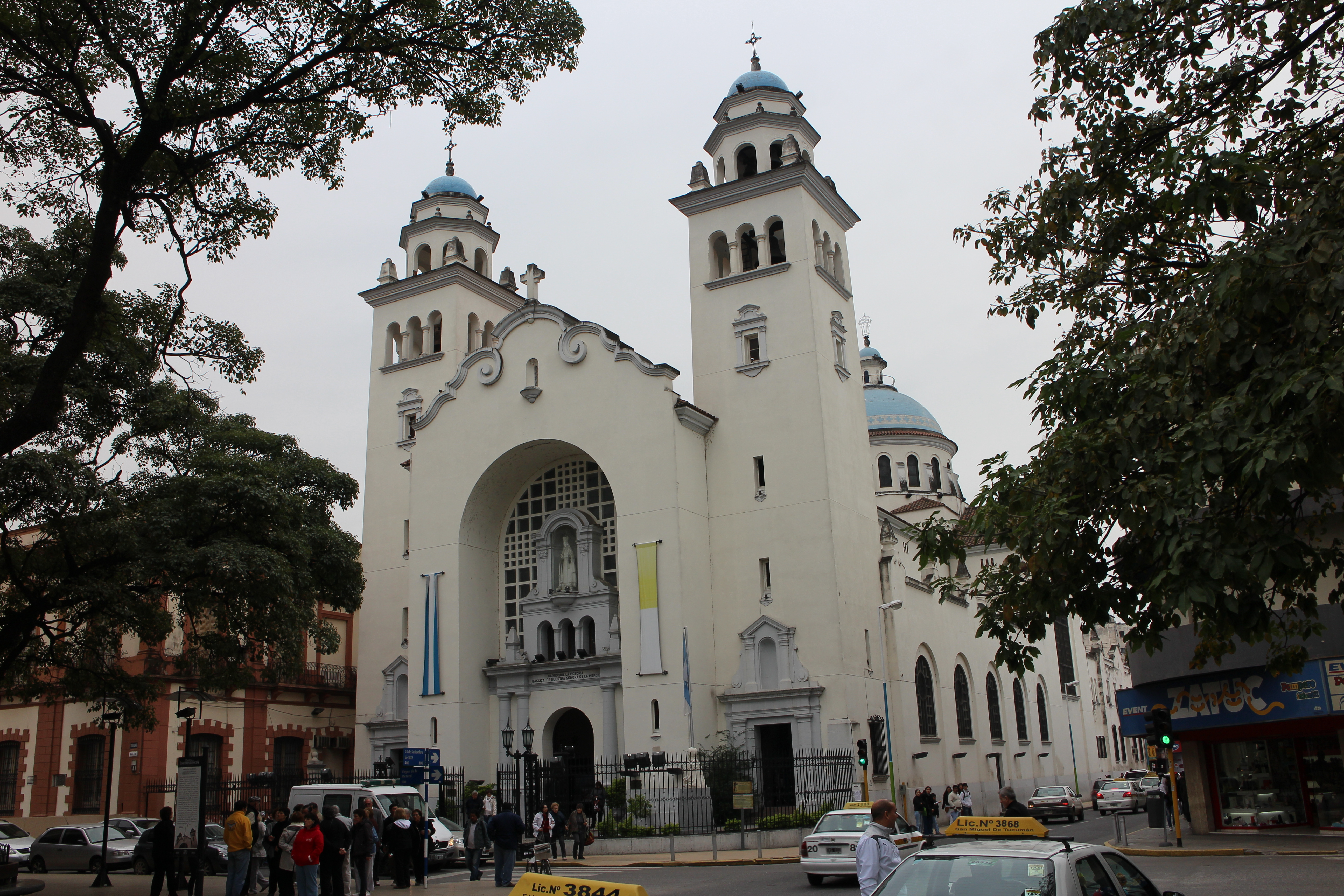
Basílica de Nuestra Señora de la Merced donde se encuentra la imagen de Nuestra Señora de la Merced, nombrada por Manuel Belgrano como Generala del Ejército Argentino el 24 de septiembre de 1812, luego de la Batalla de Tucumán.

San Miguel de Tucumán, basándose en la encuesta proporcionada por el Conicet respecto a la situación religiosa de acuerdo a las diferentes regiones argentinas en 2008, al ser parte del Noroeste argentino se destaca porque es la región más católica de la Argentina con un 91,7 % favorable y la menos atea con un 1,8 %. En segundo lugar se ubica el evangelismo con casi el 4 %, región donde tiene menos peso.
La mayor parte de los tucumanos capitalinos se declaran profesantes de la religión católica. El Arzobispo de Tucumán, actualmente es Mons. Carlos Sánchez.
Con un fervor religioso multitudinario, las fiestas patronales son un sello distintivo de Tucumán. El pueblo tucumano celebra La Pasión en Semana Santa en el parque 9 de Julio, la Fiesta de San Cayetano el 7 de agosto, la Fiesta de San Roque el 16 de agosto y especialmente la Fiesta de la Virgen de la Merced el 24 de septiembre.
Respecto de la Virgen de la Merced en 1687 el Cabildo de San Miguel de Tucumán la nombró Patrona y Abogada de la ciudad. Pero es a partir del año 1812 cuando el culto a nuestra Señora de La Merced adquiere una solemnidad particular asumido por el pueblo, las autoridades y los jefes patrios, quienes rompiendo con los vínculos políticos con España, no rompen con la tradición mariana. El 24 de septiembre de 1812 el general Manuel Belgrano, luego de la Batalla de Tucumán, uno de los combates más importantes de la lucha por la independencia Argentina en el que unos 800 soldados argentinos derrotaron a casi 3000 soldados realistas le atribuyó su intercesión y la nombró Patrona y Generala. Le siguió en este ejemplo el general José de San Martín. Y en 1943, en su visita a Tucumán, el presidente de la Nación, general Pedro Pablo Ramírez, le impuso la faja y banda de Generala del Ejército Argentino.
Por otra parte, cabe detacarse que, siendo Tucumán un importante aglomerado urbano del país, también hay presencia evangélica, judía y musulmana.
San Miguel de Tucumán cuenta con una de las parroquias de Rito Maronita Oriental, más antiguas del país: la "Parroquia del Señor del Milagro y San Marón", como también, una Parroquia de Rito Ortodoxo de Antioquía,conocida como la "Parroquia Asunción de María Santísima". Ambos templos son una muestra de la numerosa colectividad origen sirio y libanés que se estableció en la ciudad. También existen dos mezquitas, una de la vertiente suní y otra de la corriente chiita. 
Por su parte la Colectividad Judía cuenta con dos sinagogas históricas, la primera de ellas de la corriente sefaradí en la Calle 9 de Julio, y la monumental "Kehilá", de origen ashkenazí en la Calle Piedras.

## Economía

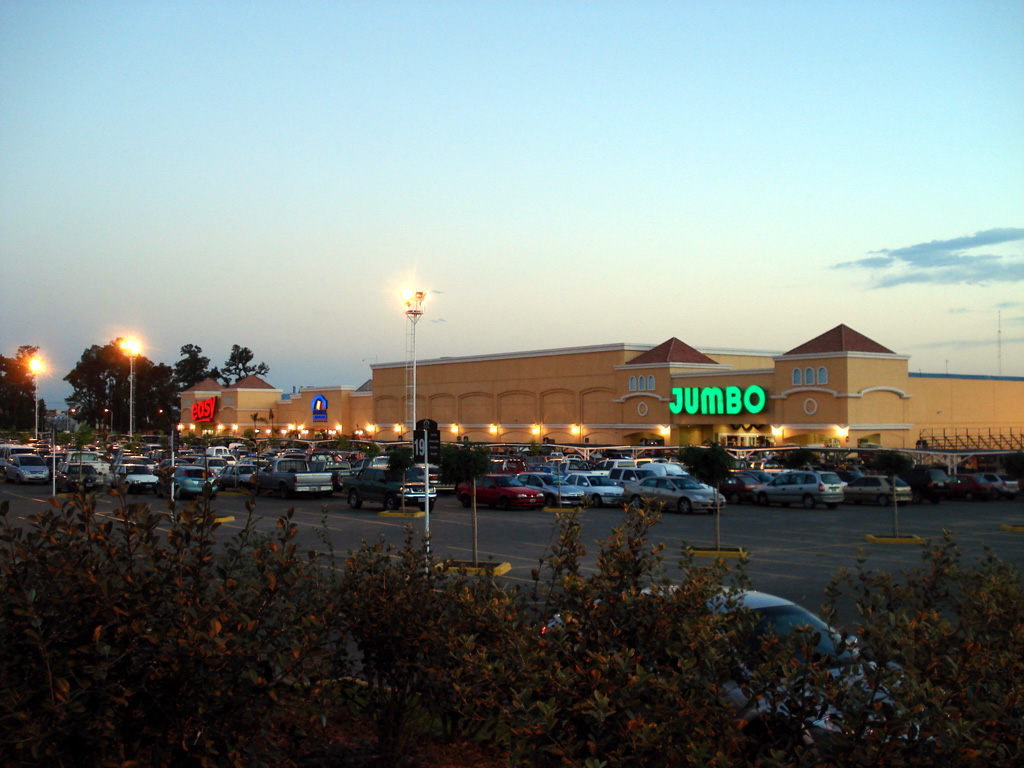
Centro comercial "El Portal" de San Miguel de Tucumán.

La economía de la ciudad está basada en los servicios. San Miguel es una plaza financiera fuerte, con varios bancos provinciales, nacionales e internacionales, siendo una de las más ricas de la República Argentina. La calle San Martín y sus alrededores, es conocida como la "city tucumana", porque allí se encuentran la mayoría de las instituciones bancarias, empresariales y financieras. En cuanto al comercio, cuenta con bocas de expendio de las principales empresas del país y una fuerte tradición orientada al consumo de bienes. La calle 25 de Mayo concentra las principales marcas tanto nacionales e internacionales como Adidas, Nike, Tommy Hilfiger, Levi's, Prüne, Kevingston, y Extra Large, entre otras.
En materia de transporte, la ciudad se encuentra en un importante nudo de caminos, por lo que cuenta con transporte terrestre, ferroviario y aéreo; siendo utilizado para este, el aeropuerto internacional Benjamín Matienzo.
El turismo es también una actividad importante que creció en los últimos años, a partir de la apertura de hoteles de importancia internacional.Una de las zonas más visitadas es Yerba Buena, donde se encuentran 4 de los 6 shoppings que posee el aglomerado.

## Infraestructura

### Transporte
El Aeropuerto Internacional Teniente Benjamín Matienzo se encuentra a 12 km al este de la ciudad capital, en el departamento Cruz Alta. Desde dicha estación aérea (inaugurada en 1984) parten y arriban vuelos regulares hacia y desde las ciudades de Buenos Aires, Córdoba, San Salvador de Jujuy, Santiago de Chile, San Pablo en Brasil y Lima en Perú. Tener conexión directa con estas ciudades capitales de países latinoamericanos implica que ya no es necesario viajar hasta el Aeropuerto Internacional de Ezeiza para salir al exterior, abaratando los costos de viaje. Adicionalmente, en temporada de verano, hay frecuencias aéreas directas a Villa Gesell y Florianópolis en Brasil.
Las aerolíneas que operan actualmente en el aeropuerto de Tucumán son Aerolíneas Argentinas, Austral, Latam, Flybondi y Andes Líneas Aéreas. Asimismo, en las concesiones de rutas aéreas licitadas por el Ministerio de Transporte, a través de la Administración Nacional de Aviación Civil concedieron a Avianca (empresa colombiana) la explotación de varias rutas aéreas con centro en Tucumán prometiendo transformar el Aeropuerto Internacional Teniente Benjamín Matienzo en su Hub (centro de operaciones y vuelos de la empresa).
En el año 2017, la pista de dicho aeropuerto (20/02) fue remodelada completamente y ampliada, convirtiéndola en la segunda más larga del país. Asimismo, la amplitud de dicha pista es perfectamente apta para recibir aviones de mayor envergadura, pudiendo aviones como el legendario Boeing 747, también llamado Jumbo, uno de los aviones comerciales más grandes del mundo, aterrizar y despegar de ella sin problema alguno. También se construyó un depósito, operado por TCA (Terminal de Cargas Aéreas), que es el más grande del país y sirve para realizar las exportaciones vía aérea de arándanos y limón, dos de las industrias más importantes de la provincia.
Finalmente, está previsto que la remodelación y ampliación de la terminal de pasajeros comience en septiembre del 2018. El proyecto de construcción fue encargado a César Pelli, oriundo de Tucumán, y prevé la construcción de tres edificios interconectados en forma oval, con ampliación del estacionamiento, zonas de espera, preembarque, adhesión de más mangas y el emplazamiento de una nueva torre de control de 30m con tecnología de punta.
El transporte de larga distancia se concentra en una moderna estación terminal ubicada muy cerca del centro de la ciudad. Existen servicios diarios a casi todas las capitales y ciudades importantes del país.
Desde la estación del ferrocarril Bartolomé Mitre, frente a plaza Alberdi, parte un servicio semanal de trenes con destino a la estación de Retiro en la ciudad de Buenos Aires como así también a localidades de las provincias de Santiago del Estero y Santa Fe que se encuentran a lo largo del trayecto.
El transporte urbano de pasajeros está conformado por varias líneas de ómnibus. Desde el año 2013 se implementó en las líneas interurbanas (las que operan dentro de San Miguel de Tucumán) un sistema de pago mediante una tarjeta magnética llamada «Tarjeta Ciudadana», similar a la tarjeta SUBE de Buenos Aires, aunque en Tucumán se eliminó completamente el pago mediante efectivo. Esta tarjeta posee un saldo que se descuenta automáticamente en cada viaje y se puede recargar en distintos puntos de la ciudad. En el año 2014 se implementó otra tarjeta magnética llamada «Tarjeta Metropolitana» que es similar a su predecesora y sirve para las líneas de ómnibus urbanas, que conectan la ciudad capital con las demás ciudades del interior tucumano.
Las dos tarjetas magnéticas son compatibles para ser usadas ambas en líneas urbanas e interurbanas.
Ver Anexo:Líneas de colectivos de la ciudad de San Miguel de Tucumán
En cuanto a los coches de alquiler se han eliminado completamente los remises quedando solamente los taxis. Los taxis están pintados de blanco con una franja amarilla y negra que incluye el logo del municipio.

### Servicios públicos

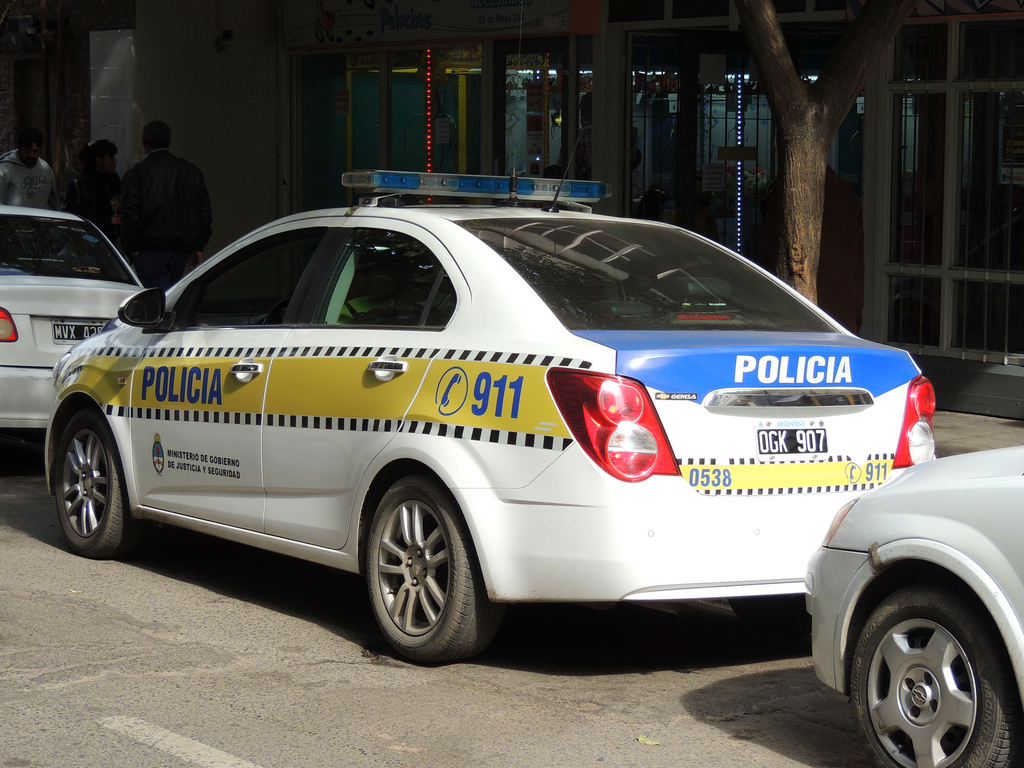
Patrullero de la Policía de Tucumán.

- El servicio eléctrico de la ciudad está a cargo de la empresa Edet S. A.
- El servicio de gas natural es suministrado por la empresa Gasnor S. A.
- El servicio de agua potable lo administra la SAT (Sociedad de Aguas del Tucumán).
- El servicio de telefonía fija es brindado por Telecom Argentina y por Telefónica S.A.
- El servicio de Internet lo brinda Arnet y otras compañías pequeñas.
- El servicio de recolección de residuos lo realiza la empresa Transportes 9 de Julio.

### Salud
Principales Hospitales de Tucumán:
- Hospital del Niño Jesús de Tucumán
- Hospital Centro de Salud Zenón Santillán
- Hospital Ángel Cruz Padilla
- Hospital de Clínicas Nicolás Avellaneda
- Instituto de Maternidad
- Hospital Juan M. Obarrio
- Hospital Siquiátrico del Carmen

## Guarnición
| Unidades con asiento en San Miguel de Tucumán      | Abreviatura    |
| -------------------------------------------------- | -------------- |
| Liceo Militar «General Gregorio Aráoz de Lamadrid» | LMGAL          |
| Compañía de Reserva «Tucumán»                      | Ca Res Tucumán |

## Cultura

### Teatros

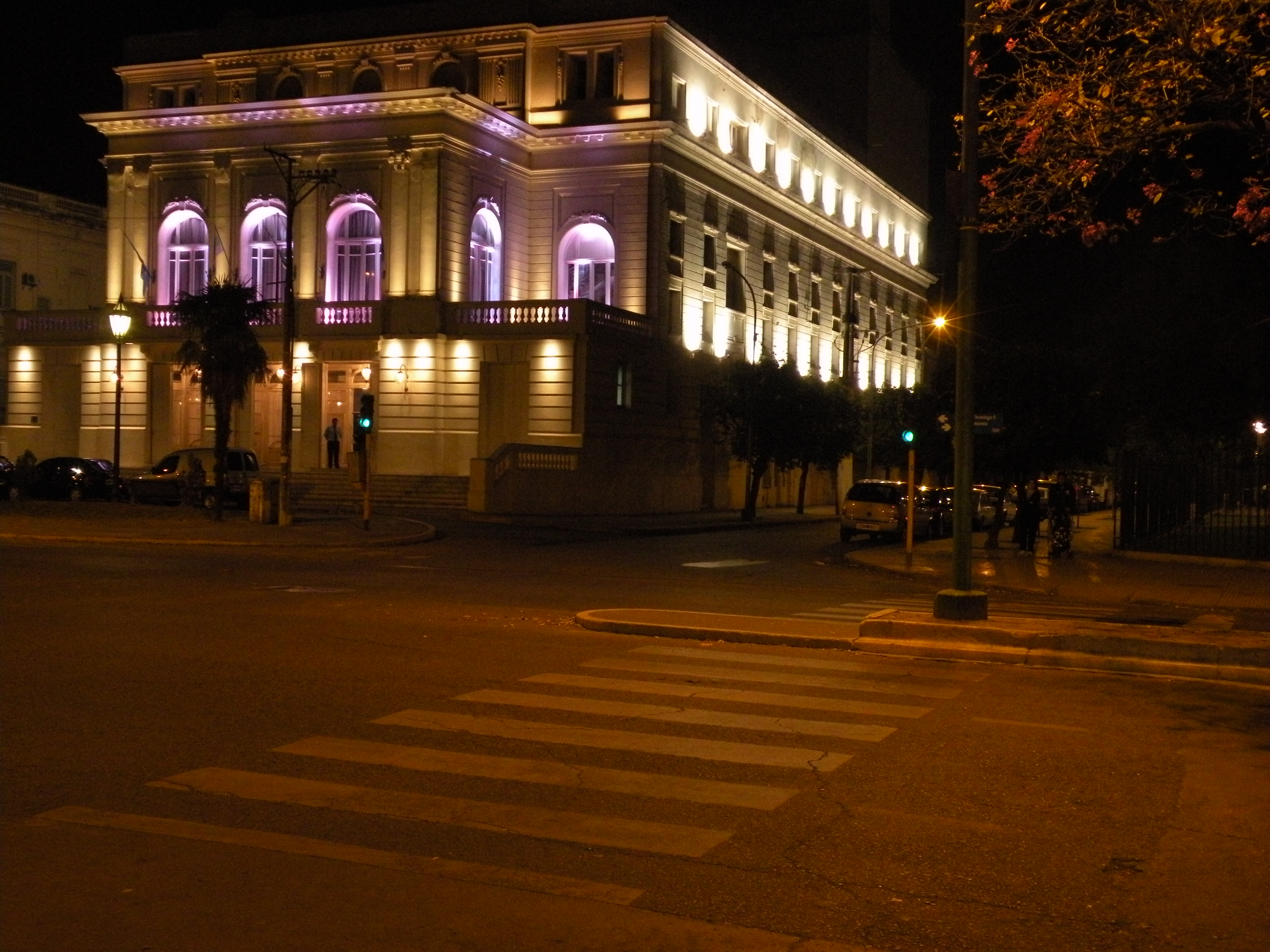
Vista nocturna del Teatro San Martín.

En la ciudad hay varios teatros que poseen un enorme prestigio por las obras y espectáculos que presentan y por el valor arquitectónico y cultural que poseen.
Los más importantes son el Teatro San Martín (el más importante de la ciudad), el Teatro Alberdi, el Teatro municipal "Rosita Ávila", La Sala Bicentenario, el Teatro Orestes Caviglia y el Teatro Mercedes Sosa, que se encuentra en el edificio remodelado del ex cine Plaza y es el que más capacidad posee de todo el norte del país, con 1594 butacas.
Septiembre Musical Tucumano
Este festival se remonta a la iniciativa del Consejo Provincial de la Cultura, bajo la gobernación de Celestino Gelsi en 1961, destinado a la promoción y la ejecución de música clásica por los mejores intérpretes internacionales, nacionales y locales.
Su espíritu de inspiración fue el Festival del Maggio Fiorentino, en Italia, y desde su primera edición, sus programas han incluido a figuras célebres de la música, tales como Martha Argerich, Nelson Goerner, Pedro Ignacio Calderón, entre otros. A partir de las décadas posteriores se incluyó a géneros como el folklore y el tango. 
Este festival se ha celebrado en forma ininterrumpida desde su creación durante el mes de septiembre, en diversos escenarios de San Miguel de Tucumán y la provincia. 

### Medios de comunicación
Televisión

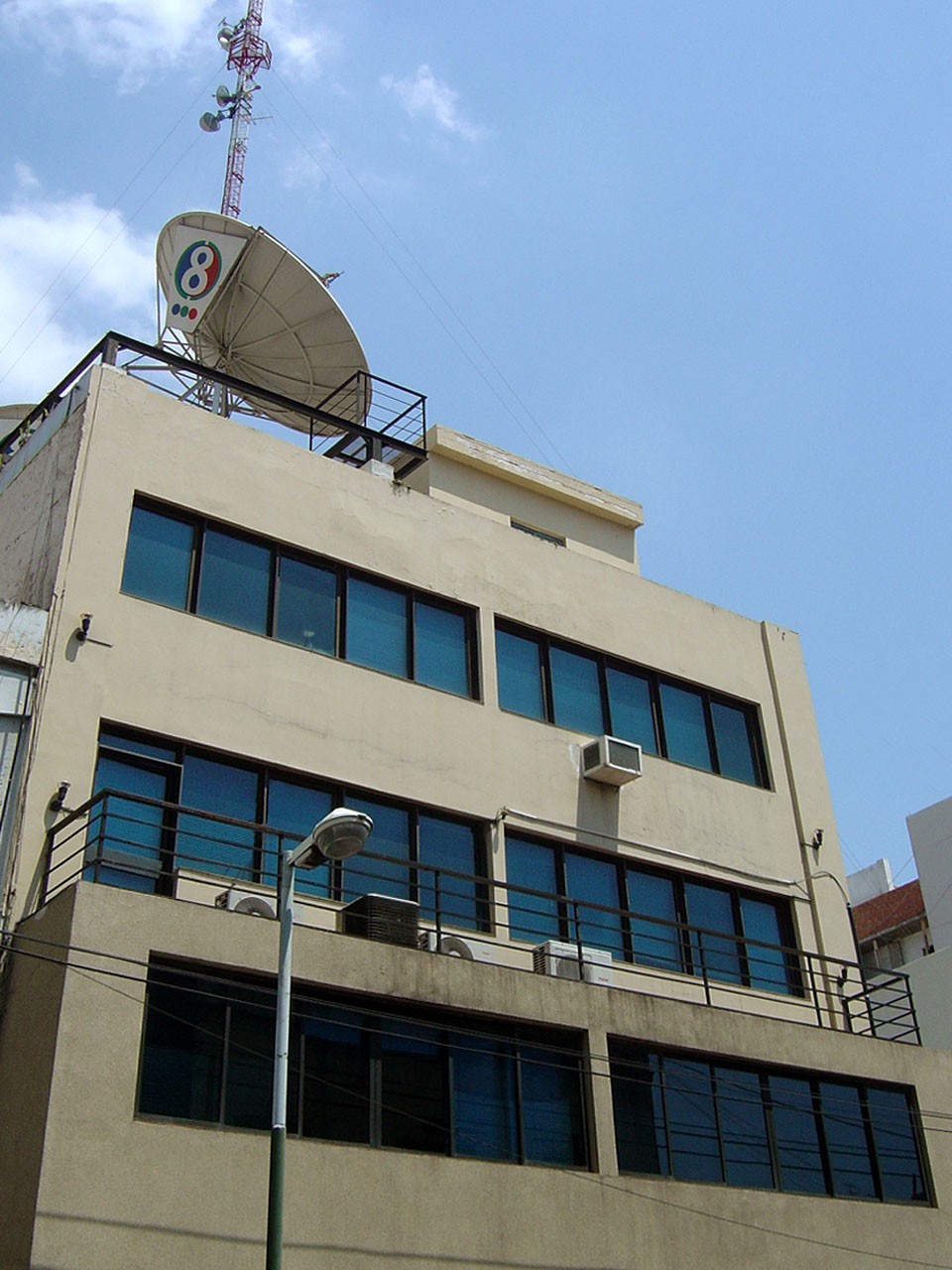
Estudios de Canal 8 Tucumán, en la calle Laprida.

Señales de TV analógica captadas en la ciudad de San Miguel de Tucumán:
- El Ocho TV
- Canal 10 Tucumán
- Canal 12 Metropolitana TV
- Norte TV Canal 7 26,1 HD (TDA)
- Señales de TV digital captadas en la ciudad de San Miguel de Tucumán
- Canal 15.1 Panc TV HD
- Canal 16.2 Puerta del Cielo (Canal religioso)
- Canal 18.1 Metropolitana TV HD
- Canal 19.1 X24 HD (Famaillá)
- Canal 21.1 El Palomar TV HD (Banda del Río Salí)
- Canal 22.1 Canal Encuentro (TDA)
- Canal 22.2 Paka Paka (TDA)
- Canal 22.3 Mirador (TDA)
- Canal 22.4 Cine.ar (TDA)
- Canal 22.5 TEC TV (TDA)
- Canal 23.1 TV Pública (TDA)
- Canal 23.2 Construir TV (TDA)
- Canal 24.1 DeportTV (TDA)
- Canal 24.2 Canal 26 (TDA)
- Canal 24.3 France 24 (TDA)
- Canal 24.4 Crónica HD (TDA)
- Canal 24.5 IP Información Periodística (TDA)
- Canal 25.1 CN23/Unifé
- Canal 25.2 C5N (TDA)
- Canal 25.3 La Nación + (TDA)
- Canal 25.4 Telesur (TDA)
- Canal 25.5 Russia Today RT (TDA)
- Canal 26.1 Norte TV HD
- Canal 26.2 Cadena Vivo HD
- Canal 27.1 Canal 10 Tucumán HD
- Canal 28.1 América Tucumán HD
- Canal 28.2 Prensa TV HD
- Canal 28.3 Canal 5 Tucumán HD
- Canal 29.1 Nuevo Tiempo TV HD
- Canal 29.2 Simoca Televisora Color HD
- Canal 30.1 Dokime (Canal religioso)

#### Televisión por Cable
- C. C. C. Compañía de Circuitos Cerrados. Emite 4 canales de producción local propia: Canal 11 CCC, Canal 12 CCC, Canal 13 CCC y Canal 14 CCC.
- Supercanal. Emite 2 canales de producción local propia: Canal 2 TVO y Canal 5.

#### Diarios
En la ciudad actualmente solo se edita un solo diario en formato impreso: La Gaceta. Los diarios El Tribuno de Tucumán y El Siglo que también contaban con ediciones impresas, actualmente solo se editan en formato digital. Otros diarios digitales destacados son: Contexto Tucumán y El Tucumano.

#### Radios AM/FM
- Continental San Miguel de Tucumán (FM 100.1 MHz)
- Radio Tucumán (AM 930 kHz/FM 102.7 MHz)
- Radio LV12 (AM 590 kHz/FM 105.1 MHz)
- Rivadaria San Miguel de Tucumán/Splendid San Miguel de Tucumán (FM 97.7 MHz)
- Contacto (FM 104.5 MHz)
- Radio Play Tucumán (FM 93.3 MHz) / [Sitio WEB http://www.playfmtucuman.com.ar]
- Metropolitana (FM 93.5 MHz/FM 100.5 MHz)
- Radio AM 750 San Miguel de Tucumán/Del Este (FM 88.1 MHz)
- Antena Ocho (FM 98.1 MHz)
- Mitre San Miguel de Tucumán (FM 99.5 MHz)
- Radio 10 San Miguel de Tucumán (FM 101.5 MHz)
- El Palomar (FM 87.5 MHz)
- La Compañera (FM 107.1 MHz)
- FM MIA TUCUMAN(FM 101.1 MHz)
- Fish (FM 95.9 MHz)
- Radio Nacional San Miguel de Tucumán (AM 1190 kHz/FM 98.7 MHz)
- Activa (FM 91.3 MHz)
- La Red San Miguel de Tucumán (FM 92.3 MHz)
- FMi (FM 99.1 MHz)
- Mía (FM 101.1 MHz)
- Los 40 San Miguel de Tucumán (FM 92.7 MHz)
- Sabelo (FM 89.1 MHz)
- Conciencia FM (FM 104.9 MHz)
- Mega San Miguel de Tucumán (FM 89.9 MHz)
- Cadena 3 San Miguel de Tucumán/Nostalgia (FM 107.5 MHz)
- La 100 San Miguel de Tucumán (FM 95.5 MHz)
- Rock & Pop San Miguel de Tucumán (FM 106.9 MHz)
- CNN Radio San Miguel de Tucumán/La 99 (FM 99.9 MHz)
- Del Plata San Miguel de Tucumán (FM 93.9 MHz)
- Pop Radio San Miguel de Tucumán/Libertad (FM 103.7 MHz)
- Continental San Miguel de Tucumán (FM 100.1 MHz)
- Sensaciones (FM 95.1 MHz)
- Splendid San Miguel de Tucumán/Comunidad Famailiá (FM 97.7 MHz)
- Contacto (FM 104.5 MHz)
- Antena Ocho (FM 98.1 MHz)
- Radio 10 San Miguel de Tucumán (FM 101.5 MHz)
- Metropolitana FM (FM 93.5 MHz/100.5 MHz)
- El Palomar (FM 87.5 MHz)
- Mitre San Miguel de Tucumán (FM 99.5 MHz)
- La Compañera (FM 107.1 MHz)
- La Red San Miguel de Tucumán (FM 92.3 MHz)
- Sudamericana (FM 89.3 MHz)
- Radio Nacional San Miguel de Tucumán (AM 1190 kHz/FM 98.7 MHz)
- Activa (FM 91.3 MHz)
- Fish (FM 95.9 MHz)
- Los 40 San Miguel de Tucumán (FM 92.7 MHz)
- Ciudad (FM 87.9 MHz)
- CNN Radio San Miguel de Tucumán/Diversidad (FM 99.9 MHz)
- Hey FM (FM 93.1 MHz)
- Sabelo (FM 89.1 MHz)
- Pop Radio San Miguel de Tucumán/Radio Libertad (FM 103.7 MHz)
- Radio Universidad (FM 94.7 MHz)
- Cadena 3 San Miguel de Tucumán (FM 107.5 MHz)
- (FM 97.7 MHz)
- Radio LV12 (AM 590 kHz/FM 105.1 MHz)
- Contacto (FM 104.5 MHz)
- Metropolitana (FM 93.5 MHz)
- Cadena 3 San Miguel de Tucumán (FM 107.5 MHz)
- Antena Ocho (FM 98.1 MHz)
- Famailla (FM 105.7 MHz)
- Hey (FM 93.1 MHz)
- Red Aleluya San Miguel de Tucumán (FM 106.3 MHz)
- Sensación (FM 101.9 MHz)
- La 100 San Miguel de Tucumán (FM 95.5 MHz)
- Aguilares (FM 99.3 MHz)
- El Palomar (FM 87.5 MHz)
- Rivadavia San Miguel de Tucumán (FM 97.1 MHz)
- La Red San Miguel de Tucumán (FM 92.3 MHz)
- El Fortín (FM 91.9 MHz)
- FMi (FM 99.1 MHz)
- Los 40 San Miguel de Tucumán (FM 92.7 MHz)
- Universidad (FM 94.7 MHz)
- Mitre Radio San Miguel de Tucumán (FM 99.5 MHz)
- La Compañera (FM 107.1 MHz)
- Los Ralos (FM 101.7 MHz)
- Continental San Miguel de Tucumán (FM 100.1 MHz)
- Radio Nacional San Miguel de Tucumán (AM 1190 kHz/FM 98.7 MHz)
- Fish (FM 95.9 MHz)
- CNN Radio San Miguel de Tucumán (FM 99.9 MHz)
- Conciencia (FM 104.9 MHz)
- Activa (FM 91.3 MHz)
- Sabelo (FM 89.1 MHz)
- Mia (FM 101.1 MHz)
- Pop Radio San Miguel de Tucumán (FM 103.7 MHz)
- La Compañera (FM 107.1 MHz)
- Los Ralos (FM 101.7 MHz)
- La 100 San Miguel de Tucumán (FM 95.5 MHz)
- Famailla (FM 105.7 MHz)
- Rivadaria San Miguel de Tucumán (FM 97.1 MHz)
- Antena Ocho (FM 98.1 MHz)
- Radio Tucumán (AM 930 kHz/FM 102.7 MHz)
- Metropolitana (FM 100.5 MHz)
- Radio Nacional San Miguel de Tucumán (AM 1190 kHz/FM 98.7 MHz)
- Sabelo (FM 89.1 MHz)
- Fish (FM 95.9 MHz)
- Continental San Miguel de Tucumán (FM 100.1 MHz)
- Contacto (FM 104.5 MHz)
- Los 40 San Miguel de Tucumán (FM 96.1 MHz)
- El Palomar (FM 87.5 MHz)
- Fmi (FM 99.1 MHz)
- Red Aleluya San Miguel de Tucumán (FM 106.3 MHz)

### Vida nocturna
Uno de los principales aspectos que caracteriza a la cultura de la ciudad es su vida nocturna. Bares, pubs y boliches pueblan la ciudad.
A la zona conocida como barrio Norte es frecuente verla poblada por gente joven adulta que se reúne en los exclusivos bares de la zona. Barrio Sur, en cambio, se caracteriza por ser una zona en la que residen la mayoría de los estudiantes universitarios que llegan de otras provincias a estudiar, por lo que posee bares más populares y de precios más módicos.
En el microcentro de la ciudad está prohibida la presencia de boliches y discotecas, así que estos se encuentran distribuidos en diferentes zonas de la ciudad y en Yerba Buena, siendo estos últimos frecuentados por personas de más poder adquisitivo.

### Gastronomía
En la localidad se realiza la Fiesta Nacional del sánguche de milanesa.
En 2024, declaran al sánguche de milanesa Patrimonio Cultural de la provincia.

### Semanas de los colegios
Se denomina "semanas de los colegios" a un festejo que realizan la gran mayoría de los colegios secundarios de San Miguel de Tucumán. Este consiste en tres a siete días (dependiendo de la institución) en los que se suspenden las actividades educativas y se realizan actividades recreativas, culturales y deportivas, generalmente organizadas por los Centros de Estudiantes de cada establecimiento, con colaboración de autoridades y personal docente.
Las semanas de los colegios están orientadas principalmente a los torneos intercolegiales de diversos deportes, como fútbol cinco, básquet, vóley, tocata, hockey, balonmano; entre otros. También se realizan actividades como desfiles, competencias intercolegiales de coreografías, obras de teatro, conciertos de importantes bandas y generalmente cierran con un "Baile Clausura". Cabe destacar que esta actividad no se realiza en ninguna otra ciudad del país. Las "semanas de los colegios" se realizan a lo largo de todo el ciclo lectivo, donde las instituciones van turnándose, para decidir en qué momento del año le toca a cada una realizarla.

## Deporte
Como en el resto de Argentina, el deporte más popular en San Miguel de Tucumán es el fútbol. Entre los equipos más importantes de la ciudad se encuentran, entre otros:
- Club Atlético Tucumán
- Club Atlético San Martín
- Club Atlético Central Norte
- Club Atlético All Boys
- Club Sportivo Alfredo Guzmán
- Club Tucumán Central
- Club Social y Deportivo San Jorge

El "clásico" local de fútbol ("Clásico Tucumano") reúne en cada edición a más de 30 000 personas en el Estadio Monumental José Fierro o en el Estadio La Ciudadela, estadios del Club Atlético Tucumán y de Club Atlético San Martín respectivamente. Es considerado uno de los "clásicos" más "calientes" del país.
El básquetbol, es un deporte muy popular en la ciudad. Existen muchos clubes importantes que disputaron torneos nacionales y regionales. Los más destacados son:
- Club Caja Popular
- Club Social y Deportivo Juan Bautista Alberdi
- Club Atlético Independiente
- Club Belgrano Cultural y Deportivo
- Club Defensores de Villa Luján
- Club Tucumán BB
- Asociación Mitre
- Huracán BB Club
- Club Atlético Estudiantes
- Club Atlético All Boys
- Club Atlético Central Córdoba
- Club Sportivo Floresta

El rugby de Tucumán es considerado el más prestigioso del país junto con el de Buenos Aires. La selección provincial de rugby, conocida como "Los Naranjas", es junto a la de Buenos Aires la más ganadora de los Campeonatos Nacionales.

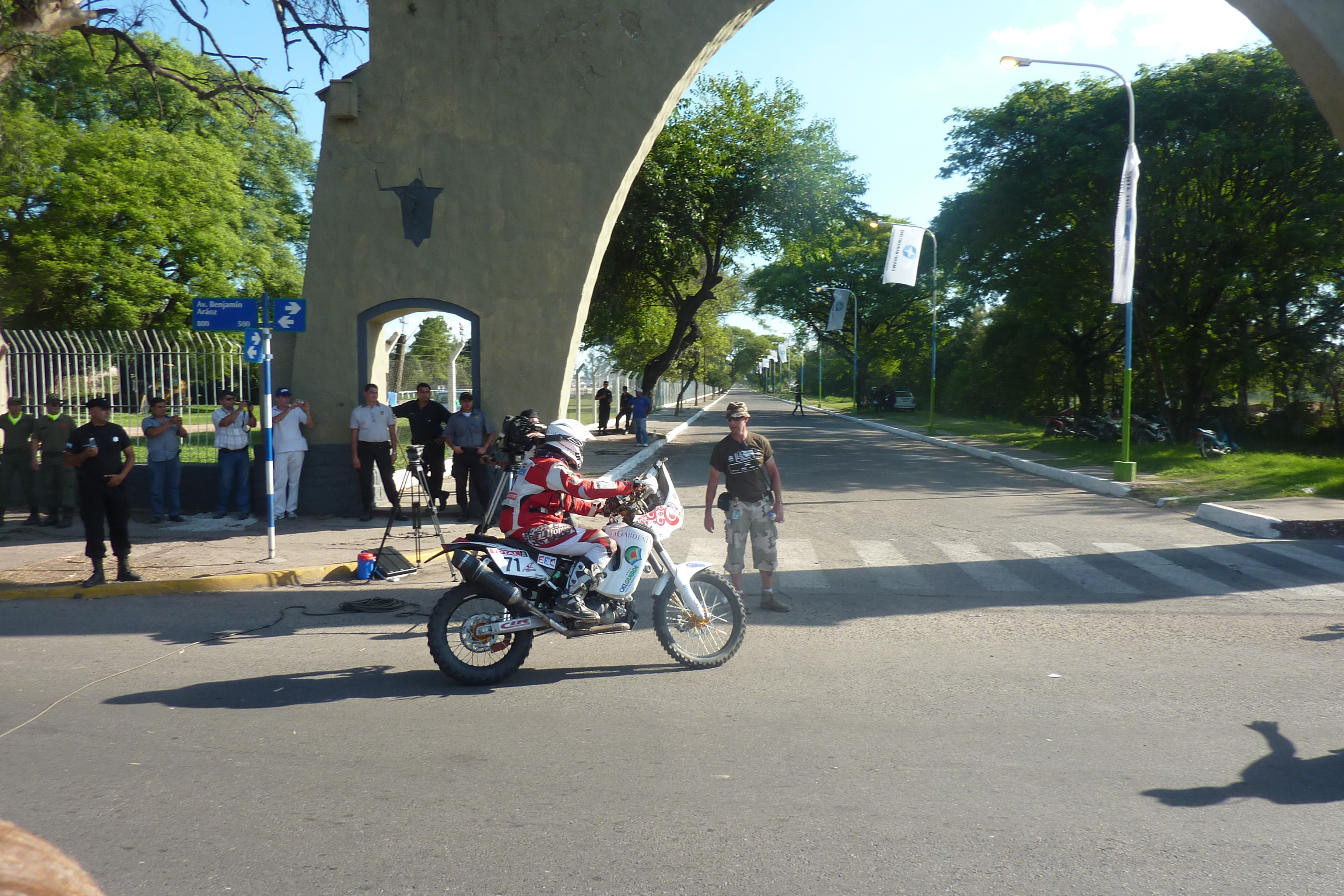
Rally Dakar en su llegada a San Miguel de Tucumán.

Además los clubes locales de rugby proveen de varios jugadores a la Selección Nacional, conocida como Los Pumas, y cuentan con un torneo local muy prestigioso que es organizado por la Unión de Rugby de Tucumán. Los clubes más importantes son:
- Universitario Rugby Club
- Tucumán Rugby Club
- Los Tarcos Rugby Club
- Tucumán Lawn Tennis Club
- Club Natación y Gimnasia
- Cardenales Rugby Club

Asimismo, existieron ediciones del Rally Dakar que incluyeron a la ciudad en el recorrido de la competencia.

## Ciudades Hermanadas
Con el propósito de llevar adelante una responsable labor de cuidado y respeto del acervo cultural con ciudades de todo el mundo, la ciudad de San Miguel de Tucumán mantiene cercanas relaciones institucionales y Hermanamientos con las siguientes Ciudades:
- Nazareth Illit, Israel
- Santa Cruz de la Sierra, Bolivia
- Sucre, Bolivia[28]
- Érfurt, Alemania
- Concepción, Chile
- Leverkusen, Alemania
- Wuppertal, Alemania
- Annaba, Argelia
- Klagenfurt, Austria
- Tarija, Bolivia
- Granby (Quebec), Canadá
- Windsor, Canadá
- San Juan de Pasto, Colombia
- Xuzhou, China
- Des Moines, Estados Unidos
- Nueva Orleans, Estados Unidos
- Saint-Étienne, Francia
- Patras, Grecia
- Győr, Hungría
- Floridia, Italia
- Toamasina, Madagascar
- Katowice, Polonia
- Oeiras, Portugal
- Coventry, Reino Unido
- Alba Iulia, Rumania
- Kikinda, Serbia
- Borlänge, Suecia
- Chernivtsi, Ucrania
- Lugansk, Ucrania
- Ben Arous, Túnez